# Copa do Mundo FIFA de 2022
A Copa do Mundo FIFA de 2022 (português brasileiro) ou Campeonato do Mundo de Futebol FIFA de 2022 (português europeu) foi a vigésima segunda edição desse evento esportivo, um torneio internacional de futebol masculino organizado pela Federação Internacional de Futebol (FIFA) que ocorreu no Catar. Esta edição foi a primeira realizada no Oriente Médio, e foi a última a ter o formato de 32 equipes, uma vez que está prevista uma mudança no formato e número de equipes na edição seguinte, a de 2026, cujos países-sedes serão Canadá, Estados Unidos e México, passando para 48 equipes.
Com sete cidades-sede, o campeonato foi disputado entre 20 de novembro e 18 de dezembro, ao invés do período tradicional devido às altas temperaturas que o país sofre no meio do ano; esta foi a primeira vez em que uma Copa do Mundo foi disputada no final do ano. Sendo mais curta que o habitual, a duração inferior a um mês esteve relacionada com a decisão de incluir quatro jogos em um mesmo dia durante a fase de grupos, uma flexibilidade relacionada com a curta distância entre todos os estádios e a possibilidade de que os torcedores optassem por assistir mais de uma partida por dia in loco.
Uma série de controvérsias envolveram a condição do Catar enquanto anfitrião do torneio, a exemplo das críticas sobre as condições dos trabalhadores nos estádios projetados para a competição, ao ponto da Anistia Internacional classificar a situação dos funcionários como trabalho escravo e abuso de direitos humanos, violando diversas regras da instituição. Quanto ao direito de sediar o torneio, acusações de corrupção foram levantadas ao redor dos processos que levaram o país a ser eleito como anfitrião. A FIFA realizou uma investigação interna sobre estas alegações e absolveu o Catar de qualquer crime cometido. Em 27 de maio de 2015, promotores federais suíços abriram uma investigação sobre corrupção e lavagem de dinheiro nas eleições das cidades-sede das edições de 2018 e 2022. A opção do Catar como sede ainda trouxe críticas devido às posições do país em relação aos direitos feminismos e da população LGBTQIA+.
Pela primeira vez na história da Copa do Mundo, o país-sede do mundial iniciou a competição com derrota, uma vez que o Catar foi superado num placar de 2x0 contra a seleção do Equador. Conforme a tradição, o anfitrião sempre estreia com vitória ou com empate. Além disso, também se tornou o segundo organizador a não avançar para as oitavas de final desde a África do Sul em 2010.
A edição ficou marcada por zebras, que ocasionaram nas derrotas da Argentina contra a seleção da Arábia Saudita e do Brasil contra a seleção de Camarões, sendo ambas na fase de grupos. A seleção de Marrocos foi a grande surpresa dessa Copa, uma vez que avançou para o mata-mata em uma inédita liderança, eliminando as fortes equipes de Espanha e Portugal nas oitavas e quartas de final, respectivamente, sendo essa a primeira vez que uma seleção africana avançou para uma semifinal de Copa do Mundo. Japão e Coreia do Sul também voltaram a disputar fase final após 20 anos, passando por resultados inesperados em seus grupos.
A Seleção Francesa se juntou à Itália (1934-1938), Brasil (1958-1962; 1994-1998-2002), Argentina (1986-1990) e Alemanha Ocidental (1982-1986-1990) como equipes que se classificaram para a final de forma consecutiva. A Argentina avançaria para uma decisão após oito anos, fazendo com que duas seleções disputassem o tricampeonato, algo que ocorreu em outras três ocasiões: em 1970, quando Brasil e Itália disputaram a posse definitiva da Taça Jules Rimet, que acabou sendo conquistada pelo Brasil; em 1982, quando a Itália consagrou-se tricampeã, ao vencer a então bicampeã Alemanha Ocidental; e em 1990, quando Alemanha e Argentina duelaram pela terceira conquista, tendo a equipe germânica logrado êxito. Em 1994, novamente, Brasil e Itália disputaram uma final, dessa vez, ambas buscando o tetracampeonato, conquistado pelo Brasil. Em uma disputa nos pênaltis, a Argentina conquistou seu terceiro título em uma final considerada uma das melhores de todos os tempos, quebrando um jejum de 36 anos sem ganhar uma Copa do Mundo, além de encerrar uma sequência de vitórias de times europeus imposta desde 2006.

## Antecedentes

Candidaturas para sediar a edição de 2018
Candidaturas para sediar a edição de 2022
Candidaturas canceladas
Países inelegíveis para a edição de 2018
Países inelegíveis para as edições de 2018 e 2022

### Candidatura
O Catar decidiu apresentar a sua candidatura apenas para 2022. Com apenas 1,6 milhão de habitantes, o país pretendeu ser a primeira nação do Oriente Médio a receber tal competição, tentando aproximar os mundos ocidentais e orientais.
Uma das preocupações da candidatura foram as temperaturas muito elevadas que se registram naquele país. A Copa do Mundo sempre foi realizada entre junho e julho, exatamente o período de recesso das ligas europeias. Nesse período de tempo, as temperaturas ultrapassam facilmente os 40 graus celsius, nunca baixando para menos de 30 graus celsius. O sheik Mohammed bin Hamad bin Khalifa al-Thani, autoridade responsável pela candidatura de 2022, afirmou que está em curso a introdução de uma tecnologia dentro dos estádios de modo a conseguir baixar as temperaturas em cerca de 20 graus celsius.
O então presidente da FIFA, na época Joseph Blatter, admitiu apoiar a ideia de um país do Oriente Médio receber a competição, tendo afirmado que a região merece ser anfitriã, já que 22 países da região nunca tiveram uma oportunidade concreta de receber um torneio deste tamanho. Blatter elogiou que ficou surpreso com a evolução da então candidatura e reiterou que o país já mostrou ser capaz de organizar tal competição, quando sediou com sucesso os Jogos Asiáticos de 2006.

### Processo de escolha
O processo de escolha para as sedes das edições de 2018 e 2022 iniciou em janeiro de 2009, e as associações interessadas tinham até 2 de fevereiro de 2009 para enviar a documentação necessária. Inicialmente, onze propostas foram recebidas pela FIFA, porém o México decidiu desistir do processo, e a candidatura da Indonésia foi rejeitada pela FIFA em fevereiro de 2010, após a Associação de Futebol da Indonésia não apresentar uma carta de garantia do governo indonésio para apoiar a candidatura.
No final, havia cinco propostas para a competição, a Austrália, Catar, Coreia do Sul, Estados Unidos e Japão. Os membros do Comitê Executivo da FIFA se reuniram em Zurique em 2 de dezembro de 2010 para votar e selecionar as sedes das duas edições. Dois membros foram suspensos antes da votação após alegações de corrupção em relação aos seus votos.
| XXII Copa do Mundo FIFA · Congresso Ordinário da FIFA · 2 de dezembro de 2010, em Zurique, Suíça . |            |            |            |            |
| Países candidatos                                                                                  | 1.ª Rodada | 2.ª Rodada | 3.ª Rodada | 4.ª Rodada |
| Catar                                                                                              | 11         | 10         | 11         | 14         |
| Estados Unidos                                                                                     | 3          | 5          | 6          | 8          |
| Coreia do Sul                                                                                      | 4          | 5          | 5          | –          |
| Japão                                                                                              | 3          | 2          | –          | –          |
| Austrália                                                                                          | 1          | –          | –          | –          |

A vitória do Catar foi classificada como tendo alto risco operacional pela mídia estadunidense, australiana e britânica. Foi severamente criticada após os escândalos de corrupção na FIFA. O Catar é o menor país em área e população que irá sediar uma Copa do Mundo FIFA, superando a Suíça, que havia sediado em 1954.

## Eliminatórias

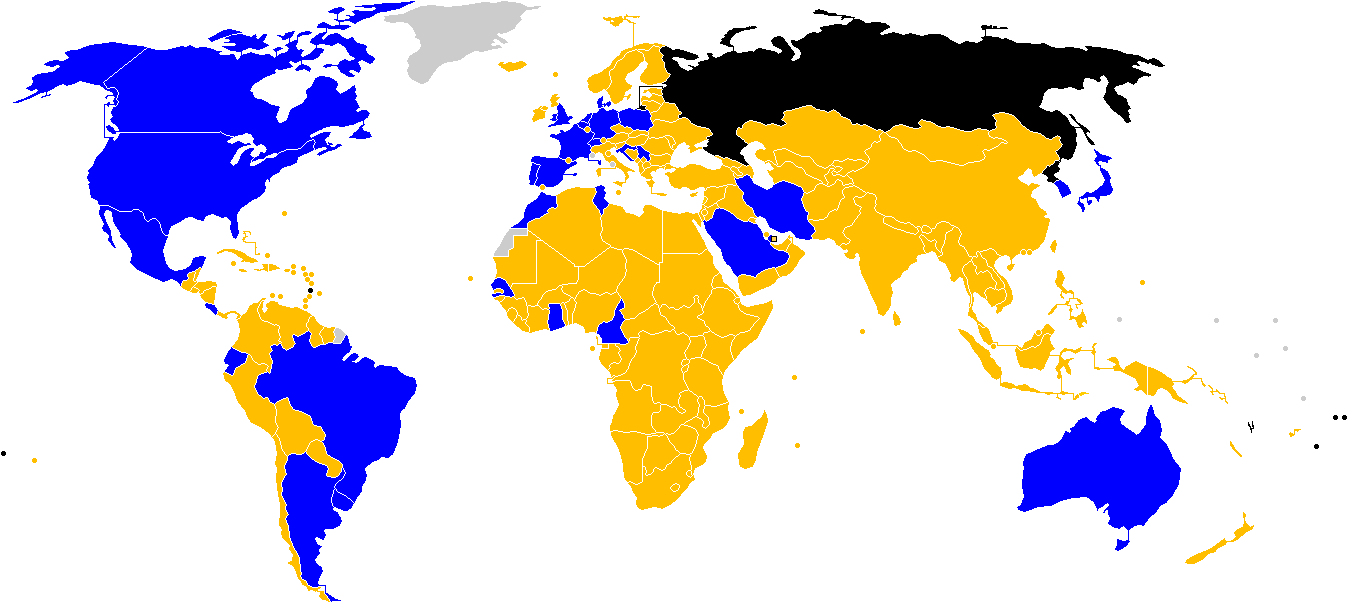
País classificado para a Copa do Mundo
País eliminado nas eliminatórias
País suspenso pela FIFA
País não é membro da FIFA

Trinta e duas seleções participam na competição, e a seleção do Qatar não precisou disputar eliminatórias por ser a anfitriã. A distribuição das vagas pelas confederações continentais foi divulgada pelo Comitê Executivo da FIFA em maio de 2015, sem alterações em relação à edição anterior. A princípio a União das Federações Europeias de Futebol (UEFA) reiterava mais uma vaga para o continente europeu, porém a FIFA não cedeu e manteve inalterada a divisão das vagas. Assim, continuaram treze vagas para a UEFA, cinco para a CAF, quatro para a CONMEBOL, quatro para a AFC (sem incluir a vaga do anfitrião Catar) e três para a CONCACAF. Além disso, a repescagem intercontinental ocorre entre uma seleção da AFC e da CONCACAF e outra entre uma da CONMEBOL e da OFC, que não possui vaga garantida direta ao mundial.
Em 17 de dezembro de 2020, o CAS (Tribunal Arbitral do Esporte), anunciou que a Rússia estaria proibida de usar sua bandeira ou hino em qualquer evento esportivo pelos próximos dois anos, em razão da condenação por escândalos envolvendo a WADA (Agência Mundial Antidoping). Com isso, o país está proibido de usar seu nome durante os Jogos Olímpicos e Paralímpicos de Verão de 2021, as Eliminatórias da Copa de 2022, Jogos Olímpicos e Paralímpicos de Inverno de 2022 e a Copa do Mundo de 2022. Nesse caso, a Seleção Russa de Futebol, se classificada, deverá usar uniformes sem referência ao país e ser tratada como "seleção neutra". Em 22 de fevereiro de 2022, durante a crise na Ucrânia, a seleção da Polônia anunciou que não iria jogar em território russo na repescagem das Eliminatórias. No dia 24, em meio as tensões da Invasão da Ucrânia pela Rússia, as seleções da Suécia e Chéquia também anunciaram que não pretendiam jogar as partidas da repescagem em solo russo, se recusando a participar dos jogos se caso fossem mantidos nesse território e de jogar com a seleção russa. Logo em seguida, a seleção da Inglaterra anunciou o mesmo posicionamento, se estendendo as outras competições como Campeonato Europeu e Liga das Nações. No dia 27, a FIFA anunciou o banimento da Rússia por tempo indeterminado, sendo proibida de usar o nome, hino, camisa e de sediar os próximos torneios. A seleção ainda pode participar das Eliminatórias e da Copa, se classificada, mas usando o nome União Russa de Futebol (RFU) e de maneira neutra, algo semelhante a postura adotada nos Jogos Olímpicos e Paralímpicos de Verão e Inverno de 2020 e 2022. Caso os jogos aconteçam no país, eles devem ocorrer em estádios neutros e de portões fechados. No dia 28, a FIFA em uma reunião extraordinária e atendendo a pressão de países como Suécia, Polônia, Chéquia e Inglaterra, decide desclassificar a Rússia da Copa de 2022, alterando os confrontos em que o país estaria presente nas Eliminatórias.

### Sorteio
Após a entrada de novos membros, todas as 211 nações filiadas à FIFA inscreveram-se para participar das eliminatórias.
- AFC: 43 times competem por 4 vagas diretas para a Copa e 1 vaga para a repescagem intercontinental, que foi disputada em jogos de ida e volta contra o 5.º colocado das eliminatórias sul-americanas;
- CAF: 54 times competem por 5 vagas diretas para a Copa;
- CONCACAF: 35 times competem por três vagas diretas para a Copa e 1 vaga para a repescagem intercontinental, que foi disputada em jogos de ida e volta contra o vencedor das eliminatórias da Oceania;
- CONMEBOL: 10 times competem por 4 vagas diretas para a Copa e 1 vaga para a repescagem intercontinental, que foi disputada em jogos de ida e volta contra o 5.º colocado das eliminatórias asiáticas;
- OFC: 11 times competem por uma vaga para a repescagem intercontinental, que foi disputada em jogos de ida e volta contra o 4.º colocado das eliminatórias da CONCACAF;
- UEFA: 55 times competem por 13 vagas diretas para a Copa.

### Seleções qualificadas
| Confederação                             | Seleção        | Conquista da Vaga              | Conquista da Vaga      | Participações | Participações  | Participações | Melhor resultado anterior                     | Posição no Ranking da FIFA |
| Confederação                             | Seleção        | Modo                           | Data                   | Total         | Con-secu-tivas | Última        | Melhor resultado anterior                     | Posição no Ranking da FIFA |
| ---------------------------------------- | -------------- | ------------------------------ | ---------------------- | ------------- | -------------- | ------------- | --------------------------------------------- | -------------------------- |
| AFC (4 vagas + país-sede + 1 repescagem) | Catar          | País-sede                      | 2 de outubro de 2010   | 1             | 1ª             | –             | Estreante                                     | 51°                        |
| AFC (4 vagas + país-sede + 1 repescagem) | Irã            | Vencedor do grupo A            | 27 de janeiro de 2022  | 6             | 3ª             | 2018          | Fase de grupos (1978, 1998, 2006, 2014, 2018) | 21°                        |
| AFC (4 vagas + país-sede + 1 repescagem) | Coreia do Sul  | 2º colocado do grupo A         | 1 de fevereiro de 2022 | 11            | 10ª            | 2018          | Quarto lugar (2002)                           | 29°                        |
| AFC (4 vagas + país-sede + 1 repescagem) | Arábia Saudita | Vencedor do grupo B            | 24 de março de 2022    | 6             | 2ª             | 2018          | Oitavas de final (1994)                       | 49°                        |
| AFC (4 vagas + país-sede + 1 repescagem) | Japão          | 2º colocado do grupo B         | 24 de março de 2022    | 7             | 7ª             | 2018          | Oitavas de final (2002, 2010, 2018)           | 23°                        |
| AFC (4 vagas + país-sede + 1 repescagem) | Austrália      | Venc. da rep. intercontinental | 13 de junho de 2022    | 6             | 5ª             | 2018          | Oitavas de final (2006)                       | 42°                        |
| CAF (5 vagas)                            | Senegal        | Vencedor do grupo A            | 29 de março de 2022    | 3             | 2ª             | 2018          | Quartas de Final (2002)                       | 20°                        |
| CAF (5 vagas)                            | Camarões       | Vencedor do grupo B            | 29 de março de 2022    | 8             | 1ª             | 2014          | Quartas de Final (1990)                       | 37°                        |
| CAF (5 vagas)                            | Gana           | Vencedor do grupo C            | 29 de março de 2022    | 4             | 1ª             | 2014          | Quartas de final (2010)                       | 60°                        |
| CAF (5 vagas)                            | Marrocos       | Vencedor do grupo D            | 29 de março de 2022    | 6             | 2ª             | 2018          | Oitavas de final (1986)                       | 24°                        |
| CAF (5 vagas)                            | Tunísia        | Vencedor do grupo E            | 29 de março de 2022    | 6             | 2ª             | 2018          | Fase de grupos (1978, 1998, 2002, 2006, 2018) | 35°                        |
| CONCACAF (3 vagas + 1 repescagem)        | Canadá         | Vencedor da terceira fase      | 27 de março de 2022    | 2             | 1ª             | 1986          | Fase de grupos (1986)                         | 38°                        |
| CONCACAF (3 vagas + 1 repescagem)        | México         | 2º colocado da terceira fase   | 30 de março de 2022    | 16            | 8ª             | 2018          | Quartas de final (1970, 1986)                 | 9°                         |
| CONCACAF (3 vagas + 1 repescagem)        | Estados Unidos | 3º colocado da terceira fase   | 30 de março de 2022    | 11            | 1ª             | 2014          | Terceiro lugar (1930)                         | 15°                        |
| CONCACAF (3 vagas + 1 repescagem)        | Costa Rica     | Venc. da rep. intercontinental | 14 de junho de 2022    | 6             | 3ª             | 2018          | Quartas de final (2014)                       | 31°                        |
| CONMEBOL (4 vagas)                       | Brasil         | 1º colocado da fase única      | 11 de novembro de 2021 | 22            | 22ª            | 2018          | Campeão (1958, 1962, 1970, 1994, 2002)        | 1°                         |
| CONMEBOL (4 vagas)                       | Argentina      | 2º colocado da fase única      | 16 de novembro de 2021 | 18            | 13ª            | 2018          | Campeão (1978, 1986)                          | 4°                         |
| CONMEBOL (4 vagas)                       | Uruguai        | 3º colocado da fase única      | 24 de março de 2022    | 14            | 4ª             | 2018          | Campeão (1930, 1950)                          | 13°                        |
| CONMEBOL (4 vagas)                       | Equador        | 4º colocado da fase única      | 24 de março de 2022    | 4             | 1ª             | 2014          | Oitavas de final (2006)                       | 46°                        |
| UEFA (13 vagas)                          | Sérvia         | Vencedor do grupo A            | 14 de novembro de 2021 | 13            | 2ª             | 2018          | Quarto lugar (1930, 1962)                     | 25°                        |
| UEFA (13 vagas)                          | Espanha        | Vencedor do grupo B            | 14 de novembro de 2021 | 16            | 12ª            | 2018          | Campeão (2010)                                | 7°                         |
| UEFA (13 vagas)                          | Suíça          | Vencedor do grupo C            | 15 de novembro de 2021 | 12            | 5ª             | 2018          | Quartas de final (1934, 1938, 1974)           | 14°                        |
| UEFA (13 vagas)                          | França         | Vencedor do grupo D            | 13 de novembro de 2021 | 16            | 7ª             | 2018          | Campeão (1998, 2018)                          | 3°                         |
| UEFA (13 vagas)                          | Bélgica        | Vencedor do grupo E            | 13 de novembro de 2021 | 13            | 3ª             | 2018          | Terceiro lugar (2018)                         | 2°                         |
| UEFA (13 vagas)                          | Dinamarca      | Vencedor do grupo F            | 12 de outubro de 2021  | 6             | 2ª             | 2018          | Quartas de Final (1998)                       | 11°                        |
| UEFA (13 vagas)                          | Países Baixos  | Vencedor do grupo G            | 16 de novembro de 2021 | 11            | 1ª             | 2014          | Vice-campeão (1974, 1978, 2010)               | 10°                        |
| UEFA (13 vagas)                          | Croácia        | Vencedor do grupo H            | 14 de novembro de 2021 | 6             | 3ª             | 2018          | Vice-campeão (2018)                           | 16°                        |
| UEFA (13 vagas)                          | Inglaterra     | Vencedor do grupo I            | 15 de novembro de 2021 | 16            | 7ª             | 2018          | Campeão (1966)                                | 5°                         |
| UEFA (13 vagas)                          | Alemanha       | Vencedor do grupo J            | 11 de outubro de 2021  | 20            | 17ª            | 2018          | Campeão (1954, 1974, 1990 e 2014)             | 12°                        |
| UEFA (13 vagas)                          | País de Gales  | Vencedor da repescagem A       | 5 de junho de 2022     | 2             | 1ª             | 1958          | Quartas de final (1958)                       | 18°                        |
| UEFA (13 vagas)                          | Polónia        | Vencedor da repescagem B       | 29 de março de 2022    | 9             | 2ª             | 2018          | Terceiro lugar (1974, 1982)                   | 26°                        |
| UEFA (13 vagas)                          | Portugal       | Vencedor da repescagem C       | 29 de março de 2022    | 8             | 6ª             | 2018          | Terceiro lugar (1966)                         | 8°                         |

## Sedes
As cinco primeiras sedes propostas para a edição foram reveladas no início de março de 2010. A ideia é que os estádios reflitam os aspectos históricos e culturais do Catar, e cada estádio visa incorporar quatro prioridades: legado, conforto, acessibilidade e sustentabilidade. O Catar pretende construir estádios com os mais altos padrões ambientais e de sustentabilidade, que foram equipados com sistemas de refrigeração ecologicamente corretos, buscando reduzir as temperaturas dentro do estádio em até 20°C (36°F). O objetivo é construir estádios usando materiais ecológicos, equipamentos inofensivos e soluções ecologicamente sustentáveis por meio da implementação de soluções renováveis e de baixo consumo de energia, além de que as camadas superiores dos estádios foram desmontadas após a Copa do Mundo e doadas a países com infraestrutura esportiva menos desenvolvida. O Catar busca ser compatível e certificado pelo Global Sustainability Assessment System (GSAS) em todos os estádios do torneio. Todos os cinco projetos de estádios lançados foram projetados pelo escritório de arquitetura alemão Albert Speer & Partners.
Um relatório divulgado em 9 de dezembro de 2010 citou o presidente da FIFA, Joseph Blatter, afirmando que outros países poderiam sediar alguns jogos da Copa do Mundo. No entanto, nenhum país específico foi nomeado no relatório. Blatter acrescentou que qualquer decisão desse tipo deve ser tomada primeiro pelo Catar e depois endossada pelo comitê executivo da FIFA. O príncipe Ali bin Al-Hussein da Jordânia disse a Australian Associated Press que realizar jogos no Bahrein, Emirados Árabes Unidos e na Arábia Saudita ajudaria a integrar o povo da região durante o torneio.
Em janeiro de 2019, o presidente da FIFA Gianni Infantino divulgou um relatório preliminar com as oito sedes já confirmadas para o evento, ressaltando a possibilidade de aumento ou diminuição deste número.
Em 21 de novembro de 2022 foi divulgado pela FIFA a capacidade dos oito estádios sedes.
| Lusail                                                        | Al Khor                                                       | Doha                                                                           | Doha                                                                           |
| ------------------------------------------------------------- | ------------------------------------------------------------- | ------------------------------------------------------------------------------ | ------------------------------------------------------------------------------ |
| Estádio Nacional de Lusail                                    | Estádio Al Bayt                                               | Estádio 974                                                                    | Estádio Al Thumama                                                             |
| Capacidade: 88 966 (novo)                                     | Capacidade: 68 895 (novo)                                     | Capacidade: 44 089 (novo)                                                      | Capacidade: 44 400 (novo)                                                      |
|                                                               |                                                               |                                                                                |                                                                                |
| Cidades-sede no Catar Lusail Doha Al Khor Al-Wakrah Al-Rayyan | Cidades-sede no Catar Lusail Doha Al Khor Al-Wakrah Al-Rayyan | Estádios na região de Doha Cidade da Educação Ras Abu Aboud Khalifa Al Thumama | Estádios na região de Doha Cidade da Educação Ras Abu Aboud Khalifa Al Thumama |
| Al Rayyan                                                     | Al Rayyan                                                     | Al Rayyan                                                                      | Al Wakrah                                                                      |
| Estádio da Cidade da Educação                                 | Estádio Ahmed bin Ali                                         | Estádio Internacional Khalifa                                                  | Estádio Al Janoub                                                              |
| Capacidade: 44 667 (novo)                                     | Capacidade: 45 032 (remodelado)                               | Capacidade: 45 857 (remodelado)                                                | Capacidade: 44 325 (novo)                                                      |
|                                                               |                                                               |                                                                                |                                                                                |

## Sorteio final
O sorteio final para a fase de grupos foi realizado em 1.º de abril de 2022, em Doha. Para o sorteio, as equipes foram distribuídas em quatro potes, com base na colocação do Ranking Mundial da FIFA de março de 2022. O pote 1 terá o Catar (país sede, teve a posição A1) e as sete melhores equipes, e assim por diante nos potes 2 a 4. No pote 4, especialmente, também incluía o último vencedor da repescagem europeia que foi adiada para o dia 5 de junho por causa da invasão da Rússia à Ucrânia, e também os vencedores dos play-offs intercontinentais disputados em 13 e quartoze de junho.
| Pote 1 (cabeças de chave) | Pote 1 (cabeças de chave) | Pote 2         | Pote 2 | Pote 3        | Pote 3 | Pote 4         | Pote 4 |
| Seleção                   | Pos.                      | Seleção        | Pos.   | Seleção       | Pos.   | Seleção        | Pos.   |
| ------------------------- | ------------------------- | -------------- | ------ | ------------- | ------ | -------------- | ------ |
| Catar                     | 51°                       | México         | 9°     | Senegal       | 20°    | Camarões       | 37°    |
| Brasil                    | 1°                        | Países Baixos  | 10°    | Irã           | 21°    | Canadá         | 38°    |
| Bélgica                   | 2°                        | Dinamarca      | 11°    | Japão         | 23°    | Equador        | 46°    |
| França                    | 3°                        | Alemanha       | 12°    | Marrocos      | 24°    | Arábia Saudita | 49°    |
| Argentina                 | 4°                        | Uruguai        | 13°    | Sérvia        | 25°    | Gana           | 60°    |
| Inglaterra                | 5°                        | Suíça          | 14°    | Polónia       | 26°    | País de Gales  | 18°    |
| Espanha                   | 7°                        | Estados Unidos | 15°    | Coreia do Sul | 29°    | Austrália      | 42°    |
| Portugal                  | 8°                        | Croácia        | 16°    | Tunísia       | 35°    | Costa Rica     | 31°    |

## Convocações
As seleções classificadas para a Copa do Mundo de 2022, poderão convocar 26 jogadores para a disputa do torneio — anteriormente, cada time podia chamar 23 atletas. A Copa do Mundo de 2022 também terá número de substituições ampliado, seguindo a regra criada durante a pandemia de COVID-19. Ao todo, os times poderão fazer cinco mudanças no tempo normal, mais uma na prorrogação.
Vale lembrar que, na Copa do Mundo de 2018, ainda eram permitidas apenas as três substituições tradicionais.
A International Football Association Board (Ifab), entidade que controla as regras do futebol, anunciou na quarta-feira, 22 de junho, mudanças nas normas do esporte. Entre elas, estão o aumento do número de jogadores que podem ficar no banco de reservas em cada partida, de 12 para 15 atletas — possibilitando, assim, que todos os 26 convocados de cada seleção estejam disponíveis nos jogos da Copa do Mundo de 2022.

## Arbitragem
Em 19 de maio de 2022, a FIFA anunciou a lista de 36 árbitros e 69 árbitros assistentes e 24 árbitro assistente de vídeo para o torneio. A FIFA anunciou na sexta-feira, 1.º de junho de 2022, que vai utilizar uma nova tecnologia para auxiliar árbitros de campo e responsáveis pelo VAR (videoárbitro) na Copa do Mundo. O impedimento semiautomático tem como propósito diminuir o tempo de análise em lances ajustados e promover decisões mais rápidas por parte da arbitragem.
Para que isso aconteça, as bolas usadas contarão com um sensor no centro da sua estrutura que mandará um sinal cerca de 500 vezes por segundo, permitindo saber o exato momento do contato do pé do atleta em um passe ou chute. Além disso, os estádios contarão com 12 câmeras que rastrearão cada jogador e irão enviar um sinal para o mesmo sistema 50 vezes por segundo, mostrando 29 possíveis pontos de contato do corpo com a bola.
| Confederação            | Árbitro (36)                  | Assistente (69)           | Assistente (69) | Árbitros de vídeo (24)                                 |
| ----------------------- | ----------------------------- | ------------------------- | --- | ------------------------------------------------------ |
| AFC                     | QAT Abdulrahman Al-Jassim     | QAT Taleb Al Marri        | QAT Saoud Al-Maqaleh | QAT Abdulla Al-Marri SIN Muhammad Taqi AUS Shaun Evans |
| AFC                     | AUS Chris Beath               | AUS Anton Shchetinin      | AUS Ashley Beecham | QAT Abdulla Al-Marri SIN Muhammad Taqi AUS Shaun Evans |
| AFC                     | IRN Alireza Faghani           | IRN Mohammadreza Mansouri | IRN Mohammadreza Abolfazli | QAT Abdulla Al-Marri SIN Muhammad Taqi AUS Shaun Evans |
| AFC                     | CHN Ma Ning                   | CHN Shi Xiang             | CHN Cao Yi | QAT Abdulla Al-Marri SIN Muhammad Taqi AUS Shaun Evans |
| AFC                     | UAE Mohammed Abdulla Mohammed | UAE Mohamed Alhammadi     | UAE Hasan Almahri | QAT Abdulla Al-Marri SIN Muhammad Taqi AUS Shaun Evans |
| AFC                     | JPN Yoshimi Yamashita         |                           | | QAT Abdulla Al-Marri SIN Muhammad Taqi AUS Shaun Evans |
| CAF                     | GAM Bakary Gassama            | CMR Elvis Noupue          | EGY Mahmoud Abouelregal | MAR Redouane Jiyed MAR Adil Zourak                     |
| CAF                     | ALG Mustapha Ghorbal          | ALG Abdelhak Etchiali     | ALG Mokrane Gourari | MAR Redouane Jiyed MAR Adil Zourak                     |
| CAF                     | RSA Victor Gomes              | RSA Zakhele Siwela        | LES Souru Phatsoane | MAR Redouane Jiyed MAR Adil Zourak                     |
| CAF                     | SEN Maguette N'Diaye          | SEN Djibril Camara        | SEN El Hadji Samba | MAR Redouane Jiyed MAR Adil Zourak                     |
| CAF                     | ZAM Janny Sikazwe             | ANG Jerson dos Santos     | MOZ Arsenio Marengula | MAR Redouane Jiyed MAR Adil Zourak                     |
| CAF                     | RWA Salima Mukansanga         |                           | | MAR Redouane Jiyed MAR Adil Zourak                     |
| CONCACAF                |                               |                           | |                                                        |
| SLV Iván Barton         | SLV David Morán               | SUR Zachari Zeegelaar     | CAN Drew Fischer MEX Fernando Guerrero USA Armando Villarreal |                                                        |
| USA Ismail Elfath       | USA Kyle Atkins               | USA Corey Parker          | CAN Drew Fischer MEX Fernando Guerrero USA Armando Villarreal |                                                        |
| GUA Mario Escobar       | CRC Juan Carlos Mora          | TRI Caleb Wales           | CAN Drew Fischer MEX Fernando Guerrero USA Armando Villarreal |                                                        |
| HON Said Martínez       | HON Walter López              | DOM Helpys Feliz          | CAN Drew Fischer MEX Fernando Guerrero USA Armando Villarreal |                                                        |
| MEX César Arturo Ramos  | MEX Alberto Morín             | MEX Miguel Hernández      | CAN Drew Fischer MEX Fernando Guerrero USA Armando Villarreal |                                                        |
|                         | MEX Karen Díaz                | USA Kathryn Nesbitt       | CAN Drew Fischer MEX Fernando Guerrero USA Armando Villarreal |                                                        |
| CONMEBOL                |                               |                           | |                                                        |
| BRA Raphael Claus       | BRA Danilo Manis              | BRA Bruno Pires           | CHI Julio Bascuñán COL Nicolas Gallo URU Leodán González VEN Juan Soto ARG Mauro Vigliano |                                                        |
| URU Andrés Matonte      | URU Nicolas Taran             | URU Martin Soppi          | CHI Julio Bascuñán COL Nicolas Gallo URU Leodán González VEN Juan Soto ARG Mauro Vigliano |                                                        |
| PER Kevin Ortega        | PER Michael Orue              | PER Jesús Sánchez         | CHI Julio Bascuñán COL Nicolas Gallo URU Leodán González VEN Juan Soto ARG Mauro Vigliano |                                                        |
| ARG Fernando Rapallini  | ARG Juan Bellati              | ARG Diego Bonfá           | CHI Julio Bascuñán COL Nicolas Gallo URU Leodán González VEN Juan Soto ARG Mauro Vigliano |                                                        |
| BRA Wilton Sampaio      | BRA Rodrigo Figueiredo        | BRA Bruno Boschilia       | CHI Julio Bascuñán COL Nicolas Gallo URU Leodán González VEN Juan Soto ARG Mauro Vigliano |                                                        |
| ARG Facundo Tello       | ARG Ezequiel Brailovsky       | ARG Gabriel Chade         | CHI Julio Bascuñán COL Nicolas Gallo URU Leodán González VEN Juan Soto ARG Mauro Vigliano |                                                        |
| VEN Jesús Valenzuela    | VEN Jorge Urrego              | VEN Tulio Moreno          | CHI Julio Bascuñán COL Nicolas Gallo URU Leodán González VEN Juan Soto ARG Mauro Vigliano |                                                        |
|                         | BRA Neuza Back                |                           | CHI Julio Bascuñán COL Nicolas Gallo URU Leodán González VEN Juan Soto ARG Mauro Vigliano |                                                        |
| OFC                     |                               |                           | |                                                        |
| NZL Matthew Conger      | TGA Tevita Makasini           | NZL Mark Rule             | |                                                        |
| UEFA                    |                               |                           | |                                                        |
| ROU István Kovács       | ROU Vasile Marinescu          | ROU Ovidiu Artene         | FRA Jérôme Brisard GER Bastian Dankert ESP Ricardo de Burgos GER Marco Fritz ESP Alejandro Hernández Hernández ITA Massimiliano Irrati POL Tomasz Kwiatkowski ESP Juan Martínez Munuera FRA Benoît Millot ITA Paolo Valeri NED Pol van Boekel |                                                        |
| NED Danny Makkelie      | NED Hessel Steegstra          | NED Jan de Vries          | FRA Jérôme Brisard GER Bastian Dankert ESP Ricardo de Burgos GER Marco Fritz ESP Alejandro Hernández Hernández ITA Massimiliano Irrati POL Tomasz Kwiatkowski ESP Juan Martínez Munuera FRA Benoît Millot ITA Paolo Valeri NED Pol van Boekel |                                                        |
| POL Szymon Marciniak    | POL Pawel Sokolnicki          | POL Tomasz Listkiewicz    | FRA Jérôme Brisard GER Bastian Dankert ESP Ricardo de Burgos GER Marco Fritz ESP Alejandro Hernández Hernández ITA Massimiliano Irrati POL Tomasz Kwiatkowski ESP Juan Martínez Munuera FRA Benoît Millot ITA Paolo Valeri NED Pol van Boekel |                                                        |
| ESP Antonio Mateu Lahoz | ESP Pau Cebrián Devís         | ESP Roberto Díaz Pérez    | FRA Jérôme Brisard GER Bastian Dankert ESP Ricardo de Burgos GER Marco Fritz ESP Alejandro Hernández Hernández ITA Massimiliano Irrati POL Tomasz Kwiatkowski ESP Juan Martínez Munuera FRA Benoît Millot ITA Paolo Valeri NED Pol van Boekel |                                                        |
| ENG Michael Oliver      | ENG Stuart Burt               | ENG Simon Bennett         | FRA Jérôme Brisard GER Bastian Dankert ESP Ricardo de Burgos GER Marco Fritz ESP Alejandro Hernández Hernández ITA Massimiliano Irrati POL Tomasz Kwiatkowski ESP Juan Martínez Munuera FRA Benoît Millot ITA Paolo Valeri NED Pol van Boekel |                                                        |
| ITA Daniele Orsato      | ITA Alessandro Giallatini     | ITA Ciro Carbone          | FRA Jérôme Brisard GER Bastian Dankert ESP Ricardo de Burgos GER Marco Fritz ESP Alejandro Hernández Hernández ITA Massimiliano Irrati POL Tomasz Kwiatkowski ESP Juan Martínez Munuera FRA Benoît Millot ITA Paolo Valeri NED Pol van Boekel |                                                        |
| GER Daniel Siebert      | GER Jan Seidel                | GER Rafael Foltyn         | FRA Jérôme Brisard GER Bastian Dankert ESP Ricardo de Burgos GER Marco Fritz ESP Alejandro Hernández Hernández ITA Massimiliano Irrati POL Tomasz Kwiatkowski ESP Juan Martínez Munuera FRA Benoît Millot ITA Paolo Valeri NED Pol van Boekel |                                                        |
| ENG Anthony Taylor      | ENG Gary Beswick              | ENG Adam Nunn             | FRA Jérôme Brisard GER Bastian Dankert ESP Ricardo de Burgos GER Marco Fritz ESP Alejandro Hernández Hernández ITA Massimiliano Irrati POL Tomasz Kwiatkowski ESP Juan Martínez Munuera FRA Benoît Millot ITA Paolo Valeri NED Pol van Boekel |                                                        |
| FRA Clément Turpin      | FRA Nicolas Danos             | FRA Cyril Gringore        | FRA Jérôme Brisard GER Bastian Dankert ESP Ricardo de Burgos GER Marco Fritz ESP Alejandro Hernández Hernández ITA Massimiliano Irrati POL Tomasz Kwiatkowski ESP Juan Martínez Munuera FRA Benoît Millot ITA Paolo Valeri NED Pol van Boekel |                                                        |
| SVN Slavko Vinčić       | SVN Tomaž Klančnik            | SVN Andraž Kovačič        | FRA Jérôme Brisard GER Bastian Dankert ESP Ricardo de Burgos GER Marco Fritz ESP Alejandro Hernández Hernández ITA Massimiliano Irrati POL Tomasz Kwiatkowski ESP Juan Martínez Munuera FRA Benoît Millot ITA Paolo Valeri NED Pol van Boekel |                                                        |
| FRA Stéphanie Frappart  |                               |                           | FRA Jérôme Brisard GER Bastian Dankert ESP Ricardo de Burgos GER Marco Fritz ESP Alejandro Hernández Hernández ITA Massimiliano Irrati POL Tomasz Kwiatkowski ESP Juan Martínez Munuera FRA Benoît Millot ITA Paolo Valeri NED Pol van Boekel |                                                        |

## Sedes de treinamento
Os acampamentos base foram usados pelas 32 seleções nacionais para ficar e treinar antes e durante a Copa do Mundo. Em 27 de julho de 2022, a FIFA anunciou os hotéis e locais de treinamento para cada equipe participante. Esta Copa do Mundo é a mais compacta desde a edição inaugural em 1930, pois 24 das 32 equipes estão em um raio de 10 km uma da outra e estão concentradas em a área de Doha. É também a primeira parcela desde 1930 em que os jogadores não precisarão pegar voos para as partidas, podendo permanecer na mesma base de treinamento durante todo o torneio.
| Seleções       | Hotéis                                              | Centros de treinamento                        |
| -------------- | --------------------------------------------------- | --------------------------------------------- |
| Argentina      | Universidade do Catar Hostel 1                      | Universidade do Catar Training Site 3         |
| Austrália      | New Aspire Academy Athlete Accommodation            | Aspire Zone Training Facilities 5             |
| Bélgica        | Hilton Salwa Beach Resort and Villas                | Salwa Training Site                           |
| Brasil         | The Westin Doha Hotel and Spa                       | Al Arabi SC Stadium                           |
| Camarões       | Banyan Tree Doha At La Cigale Mushaireb             | Al Sailiya SC Stadium                         |
| Canadá         | Century Marina Hotel Lusail                         | Umm Salal SC Training Facilities              |
| Costa Rica     | dusitD2 Salwa Doha                                  | Al Ahli SC Stadium                            |
| Croácia        | Hilton Doha                                         | Al Ersal Training Site 3                      |
| Dinamarca      | Retaj Salwa Resort & SPA                            | Al Sailiya SC 2                               |
| Equador        | Hyatt Regency Oryx Doha                             | Mesaimeer SC Training Facilities              |
| Inglaterra     | Souq Al Wakra Hotel Qatar by Tivoli                 | Al Wakrah SC Stadium                          |
| França         | Al Messila — A Luxury Collection Resort & Spa, Doha | Al Sadd SC Stadium                            |
| Alemanha       | Zulal Wellness Resort                               | Estádio Al-Shamal                             |
| Gana           | DoubleTree by Hilton Doha — Al Sadd                 | Aspire Zone Training Facilities 1             |
| Irã            | Al Rayyan Hotel Doha Curio Collection by Hilton     | Al Rayyan SC Training Facilities 1            |
| Japão          | Radisson Blu Hotel Doha                             | Al Sadd SC New Training Facilities 1          |
| México         | Simaisma, A Murwab Resort                           | Al Khor SC Stadium                            |
| Marrocos       | Wyndham Doha West Bay                               | Al Duhail SC Stadium                          |
| Países Baixos  | The St. Regis Doha                                  | Universidade do Catar Training Site 6         |
| Polónia        | Ezdan Palace Hotel                                  | Al-Kharaitiyat Sport Club Training Facilities |
| Portugal       | Al Samriya Autograph Collection Hotel               | Al Shahaniya SC Training Facilities           |
| Catar          | Al Aziziyah Boutique Hotel                          | Aspire Zone Training Facilities 3             |
| Arábia Saudita | Sealine Beach, a Murwab Resort                      | Sealine Training Site                         |
| Senegal        | Duhail Handball Sports Hall                         | Al Duhail SC 2                                |
| Sérvia         | Rixos Gulf Hotel Doha                               | Al Arabi SC Training Facilities               |
| Coreia do Sul  | Le Méridien City Center Doha                        | Al Egla Training Site 5                       |
| Espanha        | Universidade do Catar Hostel 2                      | Universidade do Catar Training Site 1         |
| Suíça          | Le Royal Méridien, Doha                             | University of Doha Training Facilities        |
| Tunísia        | Wyndham Grand Doha West Bay Beach                   | Al Egla Training Sites 3                      |
| Estados Unidos | Marsa Malaz Kempinski, The Pearl — Doha             | Al Gharafa SC Stadium                         |
| Uruguai        | Pullman Doha West Bay                               | Al Ersal Training Site 1                      |
| País de Gales  | Delta Hotels City Center Doha                       | Al Sadd SC New Training Facilities 2          |

## Cerimônia de abertura
A cerimônia de abertura aconteceu no domingo, 20 de novembro de 2022, no estádio Al Bayt (Al Khor), antes da partida de abertura entre o anfitrião Qatar e Equador. Depois de danças e camelos vivos numa linda apresentação, o ator Morgan Freeman e o influenciador Ghanim Al Muftah fizeram um discurso sobre a inclusão em meios às críticas sobre desrespeito aos direitos humanos no Catar. Logo após mascotes das outras edições dos Mundiais foram lembrados, assim como algumas músicas temas, Waka Waka da cantora Shakira, que foi uma das canções mais festejadas pelos torcedores. O último a aparecer foi o mascote desta edição: o La'eeb, que possui formato dos tradicionais lenços árabes e, seu nome significa "jogador super habilidoso".
As atrações musicais ficaram por conta do cantor Jeon Jung-kook da banda sul-coreana de K-Pop BTS e do cantor catari Fahad Al Kubaisi, que também é embaixador da Copa. A cantora Dua Lipa que estava sendo especulada para se apresentar no evento negou seu envolvimento "em qualquer negociação a ser realizada", denunciando o Catar por suas violações de direitos humanos. Antes do encerramento, houve mais um discurso, do Emir do Catar Tamim bin Hamad al-Thani, que em meio às críticas sobre o país desde a escolha para ser sede da Copa do Mundo sobre respeito as mulheres, pessoas LGBT e migrantes que trabalharam para o evento disse que "Recebemos a todos de braços abertos na Copa do Mundo 2022. Nós trabalhamos e fizemos muitos esforços para garantir o sucesso desta edição." Após o discurso, a cerimônia foi encerrada.

## Cerimônia de encerramento
A cerimônia de encerramento aconteceu no domingo, 18 de dezembro de 2022, no Estádio Nacional de Lusail, antes da partida de encerramento entre Argentina e França. Antes do show se iniciar, aviões da esquadrilha da fumaça desenharam a bandeira do Catar no céu. As apresentações musicais contaram com a presença da cantora catari Dana Al Fardan, com um grupo de dez mulheres, enquanto golfinhos controlados por hologramas tomavam o estádio. Em seguida, a dupla Davido e Aisha performaram a canção Hayya Hayya, que é a música oficial da Copa. O cantor porto-riquenho Ozuna, junto com o francês Gims cantaram Arhbo, acompanhado do quarteto feminino Nora Fatehi, Balqees, Rahma Riad e Manal, que cantaram Light in the Sky. O cantor nigeriano Davido também cantou a canção Dreamers, sem a presença de Jeon jung-Kook. Se unindo aos shows musicais, os voluntários fizeram performances no meio do estádio, alguns carregando as 32 bolas brilhantes, cada uma simbolizando as bandeiras dos países participantes, com a da França e Argentina sendo soltas e na sequência, alguns voluntários carregavam placas com setas, simbolizando a acessibilidade na Copa. Ao encerrar o show, houve uma queima de fogos ao redor do Estádio de Lusali.

## Fase de grupos
O calendário de jogos foi confirmado pela FIFA em 15 de julho de 2020. A partida de abertura, Catar × Equador; foi disputada no Estádio Al Bayt no dia 20 de novembro de 2022, às 19h (UTC+3, Catar possui três horas à frente do horário universal, do Meridiano de Greenwich; transmitido em Portugal às 16h UTC 0; transmitido no Brasil às 13h UTC−3). Durante a fase de grupos, quatro partidas foram disputadas por dia, com horários de início às 13hs, 16hs, 19hs e 22hs para as duas primeiras rodadas, e 18hs e 22hs para as partidas simultâneas da última rodada e para as partidas da fase final. A disputa pelo terceiro lugar foi realizada no dia 17 de dezembro no Estádio Internacional Khalifa, e a final no dia 18 de dezembro no Estádio Nacional Lusail, ambas às 18hs.
Ao contrário das edições anteriores, em que os locais e horários de início de cada jogo eram definidos antes do sorteio, a atribuição destes fatores só seria feita após o sorteio da fase de grupos. Isso foi possível devido à proximidade das instalações, o que permitiu aos organizadores otimizar a alocação do estádio para os espectadores e os horários de abertura para a audiência da televisão. Os jogos da fase de grupos para cada grupo foram alocados nos seguintes estádios:
- Grupos A, B, E, F: Estádio Al Bayt, Estádio Internacional Khalifa, Estádio Al Thumama e Estádio Ahmed bin Ali;[116]
- Grupos C, D, G, H: Estádio Nacional de Lusail, Estádio 974, Estádio da Cidade da Educação, Estádio Al Janoub.[116]

|  | Equipes classificadas para as oitavas-de-final |
|  | Equipes eliminadas na primeira fase            |

| Pos | Equipe        | Pts | J | V | E | D | GP | GC | SG | Classificado      |
| --- | ------------- | --- | - | - | - | - | -- | -- | -- | ----------------- |
| 1   | Países Baixos | 7   | 3 | 2 | 1 | 0 | 5  | 1  | +4 | Fase eliminatória |
| 2   | Senegal       | 6   | 3 | 2 | 0 | 1 | 5  | 4  | +1 | Fase eliminatória |
| 3   | Equador       | 4   | 3 | 1 | 1 | 1 | 4  | 3  | +1 | Eliminado         |
| 4   | Catar         | 0   | 3 | 0 | 0 | 3 | 1  | 7  | −6 | Eliminado         |

| 20 de novembro |       |               |                               |
| Catar          | 0 – 2 | Equador       | Estádio Al Bayt               |
| 21 de novembro |       |               |                               |
| Senegal        | 0 – 2 | Países Baixos | Estádio Al Thumama            |
| 25 de novembro |       |               |                               |
| Catar          | 1 – 3 | Senegal       | Estádio Al Thumama            |
| Países Baixos  | 1 – 1 | Equador       | Estádio Internacional Khalifa |
| 29 de novembro |       |               |                               |
| Países Baixos  | 2 – 0 | Catar         | Estádio Al Bayt               |
| Equador        | 1 – 2 | Senegal       | Estádio Internacional Khalifa |

| Pos | Equipe         | Pts | J | V | E | D | GP | GC | SG | Classificado      |
| --- | -------------- | --- | - | - | - | - | -- | -- | -- | ----------------- |
| 1   | Inglaterra     | 7   | 3 | 2 | 1 | 0 | 9  | 2  | +7 | Fase eliminatória |
| 2   | Estados Unidos | 5   | 3 | 1 | 2 | 0 | 2  | 1  | +1 | Fase eliminatória |
| 3   | Irã            | 3   | 3 | 1 | 0 | 2 | 4  | 7  | −3 | Eliminado         |
| 4   | País de Gales  | 1   | 3 | 0 | 1 | 2 | 1  | 6  | −5 | Eliminado         |

| 21 de novembro |       |                |                               |
| Inglaterra     | 6 – 2 | Irã            | Estádio Internacional Khalifa |
| Estados Unidos | 1 – 1 | País de Gales  | Estádio Ahmed bin Ali         |
| 25 de novembro |       |                |                               |
| País de Gales  | 0 – 2 | Irã            | Estádio Ahmed bin Ali         |
| Inglaterra     | 0 – 0 | Estados Unidos | Estádio Al Bayt               |
| 29 de novembro |       |                |                               |
| País de Gales  | 0 – 3 | Inglaterra     | Estádio Ahmed bin Ali         |
| Irã            | 0 – 1 | Estados Unidos | Estádio Al Thumama            |

| Pos | Equipe         | Pts | J | V | E | D | GP | GC | SG | Classificado      |
| --- | -------------- | --- | - | - | - | - | -- | -- | -- | ----------------- |
| 1   | Argentina      | 6   | 3 | 2 | 0 | 1 | 5  | 2  | +3 | Fase eliminatória |
| 2   | Polónia        | 4   | 3 | 1 | 1 | 1 | 2  | 2  | 0  | Fase eliminatória |
| 3   | México         | 4   | 3 | 1 | 1 | 1 | 2  | 3  | −1 | Eliminado         |
| 4   | Arábia Saudita | 3   | 3 | 1 | 0 | 2 | 3  | 5  | −2 | Eliminado         |

| 22 de novembro |       |                |                               |
| Argentina      | 1 – 2 | Arábia Saudita | Estádio Nacional de Lusail    |
| México         | 0 – 0 | Polónia        | Estádio 974                   |
| 26 de novembro |       |                |                               |
| Polónia        | 2 – 0 | Arábia Saudita | Estádio da Cidade da Educação |
| Argentina      | 2 – 0 | México         | Estádio Nacional de Lusail    |
| 30 de novembro |       |                |                               |
| Polónia        | 0 – 2 | Argentina      | Estádio 974                   |
| Arábia Saudita | 1 – 2 | México         | Estádio Nacional de Lusail    |

| Pos | Equipe    | Pts | J | V | E | D | GP | GC | SG | Classificado      |
| --- | --------- | --- | - | - | - | - | -- | -- | -- | ----------------- |
| 1   | França    | 6   | 3 | 2 | 0 | 1 | 6  | 3  | +3 | Fase eliminatória |
| 2   | Austrália | 6   | 3 | 2 | 0 | 1 | 3  | 4  | −1 | Fase eliminatória |
| 3   | Tunísia   | 4   | 3 | 1 | 1 | 1 | 1  | 1  | 0  | Eliminado         |
| 4   | Dinamarca | 1   | 3 | 0 | 1 | 2 | 1  | 3  | −2 | Eliminado         |

| 22 de novembro |       |           |                               |
| Dinamarca      | 0 – 0 | Tunísia   | Estádio da Cidade da Educação |
| França         | 4 – 1 | Austrália | Estádio Al Janoub             |
| 26 de novembro |       |           |                               |
| Tunísia        | 0 – 1 | Austrália | Estádio Al Janoub             |
| França         | 2 – 1 | Dinamarca | Estádio 974                   |
| 30 de novembro |       |           |                               |
| Tunísia        | 1 – 0 | França    | Estádio da Cidade da Educação |
| Austrália      | 1 – 0 | Dinamarca | Estádio Al Janoub             |

| Pos | Equipe     | Pts | J | V | E | D | GP | GC | SG | Classificado      |
| --- | ---------- | --- | - | - | - | - | -- | -- | -- | ----------------- |
| 1   | Japão      | 6   | 3 | 2 | 0 | 1 | 4  | 3  | +1 | Fase eliminatória |
| 2   | Espanha    | 4   | 3 | 1 | 1 | 1 | 9  | 3  | +6 | Fase eliminatória |
| 3   | Alemanha   | 4   | 3 | 1 | 1 | 1 | 6  | 5  | +1 | Eliminado         |
| 4   | Costa Rica | 3   | 3 | 1 | 0 | 2 | 3  | 11 | −8 | Eliminado         |

| 23 de novembro  |       |            |                               |
| Alemanha        | 1 – 2 | Japão      | Estádio Internacional Khalifa |
| Espanha         | 7 – 0 | Costa Rica | Estádio Al Thumama            |
| 27 de novembro  |       |            |                               |
| Japão           | 0 – 1 | Costa Rica | Estádio Ahmed bin Ali         |
| Espanha         | 1 – 1 | Alemanha   | Estádio Al Bayt               |
| 1.º de dezembro |       |            |                               |
| Japão           | 2 – 1 | Espanha    | Estádio Internacional Khalifa |
| Costa Rica      | 2 – 4 | Alemanha   | Estádio Al Bayt               |

| Pos | Equipe   | Pts | J | V | E | D | GP | GC | SG | Classificado      |
| --- | -------- | --- | - | - | - | - | -- | -- | -- | ----------------- |
| 1   | Marrocos | 7   | 3 | 2 | 1 | 0 | 4  | 1  | +3 | Fase eliminatória |
| 2   | Croácia  | 5   | 3 | 1 | 2 | 0 | 4  | 1  | +3 | Fase eliminatória |
| 3   | Bélgica  | 4   | 3 | 1 | 1 | 1 | 1  | 2  | −1 | Eliminado         |
| 4   | Canadá   | 0   | 3 | 0 | 0 | 3 | 2  | 7  | −5 | Eliminado         |

| 23 de novembro  |       |          |                               |
| Marrocos        | 0 – 0 | Croácia  | Estádio Al Bayt               |
| Bélgica         | 1 – 0 | Canadá   | Estádio Ahmed bin Ali         |
| 27 de novembro  |       |          |                               |
| Bélgica         | 0 – 2 | Marrocos | Estádio Al Thumama            |
| Croácia         | 4 – 1 | Canadá   | Estádio Internacional Khalifa |
| 1.º de dezembro |       |          |                               |
| Croácia         | 0 – 0 | Bélgica  | Estádio Ahmed bin Ali         |
| Canadá          | 1 – 2 | Marrocos | Estádio Al Thumama            |

| Pos | Equipe   | Pts | J | V | E | D | GP | GC | SG | Classificado      |
| --- | -------- | --- | - | - | - | - | -- | -- | -- | ----------------- |
| 1   | Brasil   | 6   | 3 | 2 | 0 | 1 | 3  | 1  | +2 | Fase eliminatória |
| 2   | Suíça    | 6   | 3 | 2 | 0 | 1 | 4  | 3  | +1 | Fase eliminatória |
| 3   | Camarões | 4   | 3 | 1 | 1 | 1 | 4  | 4  | 0  | Eliminado         |
| 4   | Sérvia   | 1   | 3 | 0 | 1 | 2 | 5  | 8  | −3 | Eliminado         |

| 24 de novembro |       |          |                            |
| Suíça          | 1 – 0 | Camarões | Estádio Al Janoub          |
| Brasil         | 2 – 0 | Sérvia   | Estádio Nacional de Lusail |
| 28 de novembro |       |          |                            |
| Camarões       | 3 – 3 | Sérvia   | Estádio Al Janoub          |
| Brasil         | 1 – 0 | Suíça    | Estádio 974                |
| 2 de dezembro  |       |          |                            |
| Camarões       | 1 – 0 | Brasil   | Estádio Nacional de Lusail |
| Sérvia         | 2 – 3 | Suíça    | Estádio 974                |

| Pos | Equipe        | Pts | J | V | E | D | GP | GC | SG | Classificado      |
| --- | ------------- | --- | - | - | - | - | -- | -- | -- | ----------------- |
| 1   | Portugal      | 6   | 3 | 2 | 0 | 1 | 6  | 4  | +2 | Fase eliminatória |
| 2   | Coreia do Sul | 4   | 3 | 1 | 1 | 1 | 4  | 4  | 0  | Fase eliminatória |
| 3   | Uruguai       | 4   | 3 | 1 | 1 | 1 | 2  | 2  | 0  | Eliminado         |
| 4   | Gana          | 3   | 3 | 1 | 0 | 2 | 5  | 7  | −2 | Eliminado         |

| 24 de novembro |       |               |                               |
| Uruguai        | 0 – 0 | Coreia do Sul | Estádio da Cidade da Educação |
| Portugal       | 3 – 2 | Gana          | Estádio 974                   |
| 28 de novembro |       |               |                               |
| Coreia do Sul  | 2 – 3 | Gana          | Estádio da Cidade da Educação |
| Portugal       | 2 – 0 | Uruguai       | Estádio Nacional de Lusail    |
| 2 de dezembro  |       |               |                               |
| Coreia do Sul  | 2 – 1 | Portugal      | Estádio da Cidade da Educação |
| Gana           | 0 – 2 | Uruguai       | Estádio Al Janoub             |

## Fase final
Observação: todas as partidas estão no horário local (UTC+3).

### Esquema
|  | Oitavas de final                       | Oitavas de final                     |                                 |       | Quartas de final | Quartas de final |                                      |                                      | Semifinais | Semifinais |  |  | Final | Final |
|  |                                        |                                      |                                 |       |                  |                  |                                      |                                      |            |            |  |  |       |       |
|  | 3 de dezembro – Al Rayyan (Khalifa)    |                                      |                                 |       |                  |                  |                                      |                                      |            |            |  |  |       |       |
|  |                                        |                                      |                                 |       |                  |                  |                                      |                                      |            |            |  |  |       |       |
|  | Países Baixos                          | 3                                    |                                 |       |                  |                  |                                      |                                      |            |            |  |  |       |       |
|  | Países Baixos                          | 3                                    | 9 de dezembro – Lusail          |       |                  |                  |                                      |                                      |            |            |  |  |       |       |
|  | Estados Unidos                         | 1                                    |                                 |       |                  |                  |                                      |                                      |            |            |  |  |       |       |
|  | Estados Unidos                         | 1                                    | Países Baixos                   | 2 (3) |                  |                  |                                      |                                      |            |            |  |  |       |       |
|  | 3 de dezembro – Al Rayyan (A. bin Ali) |                                      | Países Baixos                   | 2 (3) |                  |                  |                                      |                                      |            |            |  |  |       |       |
|  |                                        | Argentina (pen.)                     | 2 (4)                           |       |                  |                  |                                      |                                      |            |            |  |  |       |       |
|  | Argentina                              | Argentina (pen.)                     | 2 (4)                           | 2     |                  |                  |                                      |                                      |            |            |  |  |       |       |
|  | Argentina                              |                                      | 13 de dezembro – Lusail         | 2     |                  |                  |                                      |                                      |            |            |  |  |       |       |
|  | Austrália                              | 1                                    |                                 |       |                  |                  |                                      |                                      |            |            |  |  |       |       |
|  | Austrália                              | 1                                    | Argentina                       | 3     |                  |                  |                                      |                                      |            |            |  |  |       |       |
|  | 5 de dezembro – Al Wakrah              |                                      | Argentina                       | 3     |                  |                  |                                      |                                      |            |            |  |  |       |       |
|  |                                        | Croácia                              | 0                               |       |                  |                  |                                      |                                      |            |            |  |  |       |       |
|  | Japão                                  | Croácia                              | 0                               | 1 (1) |                  |                  |                                      |                                      |            |            |  |  |       |       |
|  | Japão                                  | 9 de dezembro – Al Rayyan (Educação) |                                 | 1 (1) |                  |                  |                                      |                                      |            |            |  |  |       |       |
|  | Croácia (pen.)                         | 1 (3)                                |                                 |       |                  |                  |                                      |                                      |            |            |  |  |       |       |
|  | Croácia (pen.)                         | 1 (3)                                | Croácia (pen.)                  | 1 (4) |                  |                  |                                      |                                      |            |            |  |  |       |       |
|  | 5 de dezembro – Doha (Aboud)           |                                      | Croácia (pen.)                  | 1 (4) |                  |                  |                                      |                                      |            |            |  |  |       |       |
|  |                                        | Brasil                               | 1 (2)                           |       |                  |                  |                                      |                                      |            |            |  |  |       |       |
|  | Brasil                                 | Brasil                               | 1 (2)                           | 4     |                  |                  |                                      |                                      |            |            |  |  |       |       |
|  | Brasil                                 |                                      | 18 de dezembro – Lusail         | 4     |                  |                  |                                      |                                      |            |            |  |  |       |       |
|  | Coreia do Sul                          | 1                                    |                                 |       |                  |                  |                                      |                                      |            |            |  |  |       |       |
|  | Coreia do Sul                          | 1                                    | Argentina (pen.)                | 3 (4) |                  |                  |                                      |                                      |            |            |  |  |       |       |
|  | 4 de dezembro – Al Khor                |                                      | Argentina (pen.)                | 3 (4) |                  |                  |                                      |                                      |            |            |  |  |       |       |
|  |                                        | França                               | 3 (2)                           |       |                  |                  |                                      |                                      |            |            |  |  |       |       |
|  | Inglaterra                             | França                               | 3 (2)                           | 3     |                  |                  |                                      |                                      |            |            |  |  |       |       |
|  | Inglaterra                             | 10 de dezembro – Al Khor             |                                 | 3     |                  |                  |                                      |                                      |            |            |  |  |       |       |
|  | Senegal                                | 0                                    |                                 |       |                  |                  |                                      |                                      |            |            |  |  |       |       |
|  | Senegal                                | 0                                    | Inglaterra                      | 1     |                  |                  |                                      |                                      |            |            |  |  |       |       |
|  | 4 de dezembro – Doha (Thumama)         |                                      | Inglaterra                      | 1     |                  |                  |                                      |                                      |            |            |  |  |       |       |
|  |                                        | França                               | 2                               |       |                  |                  |                                      |                                      |            |            |  |  |       |       |
|  | França                                 | França                               | 2                               | 3     |                  |                  |                                      |                                      |            |            |  |  |       |       |
|  | França                                 |                                      | 14 de dezembro – Al Khor        | 3     |                  |                  |                                      |                                      |            |            |  |  |       |       |
|  | Polónia                                | 1                                    |                                 |       |                  |                  |                                      |                                      |            |            |  |  |       |       |
|  | Polónia                                | 1                                    | França                          | 2     |                  |                  |                                      |                                      |            |            |  |  |       |       |
|  | 6 de dezembro – Al Rayyan (Educação)   |                                      | França                          | 2     |                  |                  |                                      |                                      |            |            |  |  |       |       |
|  |                                        | Marrocos                             | 0                               |       | Terceiro lugar   | Terceiro lugar   |                                      |                                      |            |            |  |  |       |       |
|  | Marrocos (pen.)                        | Marrocos                             | 0                               | 0 (3) | Terceiro lugar   | Terceiro lugar   |                                      |                                      |            |            |  |  |       |       |
|  | Marrocos (pen.)                        | 10 de dezembro – Doha (Thumama)      | 10 de dezembro – Doha (Thumama) | 0 (3) |                  |                  | 17 de dezembro – Al Rayyan (Khalifa) | 17 de dezembro – Al Rayyan (Khalifa) |            |            |  |  |       |       |
|  | Espanha                                | 10 de dezembro – Doha (Thumama)      | 10 de dezembro – Doha (Thumama) | 0 (0) |                  |                  | 17 de dezembro – Al Rayyan (Khalifa) | 17 de dezembro – Al Rayyan (Khalifa) |            |            |  |  |       |       |
|  | Espanha                                | Marrocos                             | 1                               | 0 (0) | Croácia          | 2                |                                      |                                      |            |            |  |  |       |       |
|  | 6 de dezembro – Lusail                 | Marrocos                             | 1                               |       | Croácia          | 2                |                                      |                                      |            |            |  |  |       |       |
|  |                                        | Portugal                             | 0                               |       | Marrocos         | 1                |                                      |                                      |            |            |  |  |       |       |
|  | Portugal                               | Portugal                             | 0                               | 6     | Marrocos         | 1                |                                      |                                      |            |            |  |  |       |       |
|  | Portugal                               |                                      |                                 | 6     |                  |                  |                                      |                                      |            |            |  |  |       |       |
|  | Suíça                                  | 1                                    |                                 |       |                  |                  |                                      |                                      |            |            |  |  |       |       |
|  | Suíça                                  | 1                                    |                                 |       |                  |                  |                                      |                                      |            |            |  |  |       |       |

### Oitavas de final
| 3 de dezembro           | Países Baixos                          | 3 – 1     | Estados Unidos | Estádio Internacional Khalifa, Al Rayyan    |
| 18:00 (UTC+3) Histórico | Depay 10' · Blind 45+1' · Dumfries 81' | Relatório | Wright 76'     | Público: 44 846 Árbitro: BRA Wilton Sampaio |

| 3 de dezembro           | Argentina               | 2 – 1     | Austrália            | Estádio Ahmed bin Ali, Al Rayyan              |
| 22:00 (UTC+3) Histórico | Messi 35' · Álvarez 57' | Relatório | Fernández 77' (g.c.) | Público: 45 032 Árbitro: POL Szymon Marciniak |

| 4 de dezembro           | França                         | 3 – 1     | Polónia                  | Estádio Al Thumama, Doha                      |
| 18:00 (UTC+3) Histórico | Giroud 44' · Mbappé 74', 90+1' | Relatório | Lewandowski 90+9' (pen.) | Público: 40 989 Árbitro: VEN Jesús Valenzuela |

| 4 de dezembro           | Inglaterra                            | 3 – 0     | Senegal | Estádio Al Bayt, Al Khor                 |
| 22:00 (UTC+3) Histórico | Henderson 38' · Kane 45+3' · Saka 57' | Relatório |         | Público: 65 985 Árbitro: SLV Iván Barton |

| 5 de dezembro           | Japão     | 1 – 1 (pro) | Croácia     | Estádio Al Janoub, Al-Wakrah               |
| 18:00 (UTC+3) Histórico | Maeda 43' | Relatório   | Perišić 55' | Público: 42 523 Árbitro: USA Ismail Elfath |

|                               |       | Penalidades                    |  |
| Minamino Mitoma Asano Yoshida | 1 – 3 | Vlašić Brozović Livaja Pašalić |  |

| 5 de dezembro           | Brasil                                                                       | 4 – 1     | Coreia do Sul     | Estádio 974, Doha                           |
| 22:00 (UTC+3) Histórico | Vinícius Júnior 7' · Neymar 13' (pen.) · Richarlison 29' · Lucas Paquetá 36' | Relatório | Paik Seung-Ho 76' | Público: 43 847 Árbitro: FRA Clément Turpin |

| 6 de dezembro           | Marrocos | 0 – 0 (pro) | Espanha | Estádio da Cidade da Educação, Al Rayyan        |
| 18:00 (UTC+3) Histórico |          | Relatório   |         | Público: 44 667 Árbitro: ARG Fernando Rapallini |

| 6 de dezembro           | Portugal                                                                           | 6 – 1     | Suíça      | Estádio Nacional de Lusail, Lusail       |
| 22:00 (UTC+3) Histórico | Gonçalo Ramos 17', 51', 67' · Pepe 33' · Raphaël Guerreiro 55' · Rafael Leão 90+2' | Relatório | Akanji 58' | Público: 83 720 Árbitro: MEX César Ramos |

### Quartas de final
| 9 de dezembro           | Croácia       | 1 – 1 (pro) | Brasil        | Estádio da Cidade da Educação, Al Rayyan    |
| 18:00 (UTC+3) Histórico | Petković 117' | Relatório   | Neymar 105+1' | Público: 43 893 Árbitro: ENG Michael Oliver |

|                           |       | Penalidades                       |  |
| Vlašić Majer Modrić Oršić | 4 – 2 | Rodrygo Casemiro Pedro Marquinhos |  |

| 9 de dezembro           | Países Baixos        | 2 – 2 (pro) | Argentina                    | Estádio Nacional de Lusail, Lusail               |
| 22:00 (UTC+3) Histórico | Weghorst 83', 90+11' | Relatório   | Molina 35' · Messi 73' (pen) | Público: 88 235 Árbitro: ESP Antonio Mateu Lahoz |

|                                                     |       | Penalidades                                           |  |
| Van Dijk Berghuis Koopmeiners Weghorst Luuk de Jong | 3 – 4 | Messi Paredes Montiel Enzo Fernández Lautaro Martínez |  |

| 10 de dezembro          | Marrocos      | 1 – 0     | Portugal | Estádio Al Thumama, Doha                   |
| 18:00 (UTC+3) Histórico | En-Nesyri 42' | Relatório |          | Público: 44 198 Árbitro: ARG Facundo Tello |

| 10 de dezembro          | Inglaterra     | 1 – 2     | França                      | Estádio Al Bayt, Al Khor                    |
| 22:00 (UTC+3) Histórico | Kane 54' (pen) | Relatório | Tchouaméni 17' · Giroud 78' | Público: 68 895 Árbitro: BRA Wilton Sampaio |

### Semi-finais
| 13 de dezembro          | Argentina                           | 3 – 0     | Croácia | Estádio Nacional de Lusail, Lusail          |
| 22:00 (UTC+3) Histórico | Messi 34' (pen.) · Álvarez 39', 69' | Relatório |         | Público: 88 966 Árbitro: ITA Daniele Orsato |

| 14 de dezembro          | França                             | 2 – 0     | Marrocos | Estádio Al Bayt, Al Khor                 |
| 22:00 (UTC+3) Histórico | Theo Hernández 5' · Kolo Muani 79' | Relatório |          | Público: 68 294 Árbitro: MEX César Ramos |

### Terceiro-Lugar
| 17 de dezembro          | Croácia                 | 2 – 1     | Marrocos | Estádio Internacional Khalifa, Al Rayyan           |
| 18:00 (UTC+3) Histórico | Gvardiol 7' · Oršić 42' | Relatório | Dari 9'  | Público: 44 137 Árbitro: QAT Abdulrahman Al-Jassim |

### Final
| 18 de dezembro          | Argentina                             | 3 - 3 (pro) | França                              | Estádio Nacional de Lusail, Lusail            |
| 18:00 (UTC+3) Histórico | Messi 23' (pen.), 108' · Di Maria 36' | Relatório   | Mbappé 80' (pen.), 81', 118' (pen.) | Público: 88 966 Árbitro: POL Szymon Marciniak |

|                              |       | Penalidades                        |  |
| Messi Dybala Paredes Montiel | 4 – 2 | Mbappé Coman Tchouaméni Kolo Muani |  |

| 0 | Argentina | França | 0 |

## Premiações
| Copa do Mundo FIFA de 2022   |
| Argentina                    |
| ---------------------------- |
| Argentina Campeã (3º título) |

### Individuais
| Prêmio FIFA Chuteira de Ouro (artilheiro): | Prêmio FIFA Chuteira de Prata (vice-artilheiro):    | Prêmio FIFA Chuteira de Bronze (terceiro artilheiro): |
| ------------------------------------------ | --------------------------------------------------- | ----------------------------------------------------- |
| FRA Kylian Mbappé                          | ARG Lionel Messi                                    | FRA Olivier Giroud                                    |
| Prêmio FIFA Bola de Ouro (melhor jogador): | Prêmio FIFA Bola de Prata (segundo melhor jogador): | Prêmio FIFA Bola de Bronze (terceiro melhor jogador): |
| ARG Lionel Messi                           | FRA Kylian Mbappé                                   | CRO Luka Modric                                       |
| Prêmio FIFA Luva de Ouro (melhor goleiro)  | Troféu FIFA Fair Play (time menos faltoso):         | Prêmio FIFA Melhor Jogador Jovem:                     |
| ARG Emiliano Martínez                      | Inglaterra                                          | ARG Enzo Fernández                                    |

Gol do Torneio
O site FIFA.com selecionou 10 gols para os usuários votarem como os melhores dos torneios. A enquete foi encerrada em 23 de dezembro. O prêmio foi patrocinado pela Hyundai Motor Company.
| BRA Richarlison (na Fase de Grupos contra a Sérvia) |

## Estatísticas

### Artilharia
8 gols (1)
- FRA Kylian Mbappé

7 gols (1)
- ARG Lionel Messi

4 gols (2)
| - ARG Julián Álvarez | - FRA Olivier Giroud |  |

3 gols (7)
| - BRA Richarlison - ECU Enner Valencia - ENG Bukayo Saka | - ENG Marcus Rashford - ESP Álvaro Morata - NED Cody Gakpo | - POR Gonçalo Ramos |

2 gols (20)
| - BRA Neymar - CMR Vincent Aboubakar - CRO Andrej Kramarić - ENG Harry Kane - ESP Ferran Torres - GER Kai Havertz - GER Niclas Füllkrug | - GHA Mohammed Kudus - IRN Mehdi Taremi - JPN Ritsu Doan - KOR Cho Gue-sung - KSA Salem Al-Dawsari - MAR Youssef En-Nesyri - NED Wout Weghorst | - POL Robert Lewandowski - POR Bruno Fernandes - POR Rafael Leão - SRB Aleksandar Mitrović - SUI Breel Embolo - URU Giorgian De Arrascaeta |

1 gol (86)
| - ARG Alexis Mac Allister - ARG Ángel Di María - ARG Enzo Fernández - ARG Nahuel Molina - AUS Craig Goodwin - AUS Mathew Leckie - AUS Mitchell Duke - BEL Michy Batshuayi - BRA Casemiro - BRA Lucas Paquetá - BRA Vinícius Júnior - CAN Alphonso Davies - CMR Eric Maxim Choupo-Moting - CMR Jean-Charles Castelletto - CRC Juan Pablo Vargas - CRC Keysher Fuller - CRC Yeltsin Tejeda - CRO Bruno Petković - CRO Ivan Perišić - CRO Joško Gvardiol - CRO Lovro Majer - CRO Marko Livaja - CRO Mislav Oršić - DEN Andreas Christensen - ECU Moisés Caicedo - ENG Jack Grealish - ENG Jordan Henderson - ENG Jude Bellingham - ENG Phil Foden | - ENG Raheem Sterling - ESP Carlos Soler - ESP Dani Olmo - ESP Gavi - ESP Marco Asensio - FRA Adrien Rabiot - FRA Aurélien Tchouaméni - FRA Randal Kolo Muani - FRA Theo Hernández - GER İlkay Gündoğan - GER Serge Gnabry - GHA André Ayew - GHA Mohammed Salisu - GHA Osman Bukari - IRN Ramin Rezaeian - IRN Rouzbeh Cheshmi - JPN Ao Tanaka - JPN Daizen Maeda - JPN Takuma Asano - KOR Hwang Hee-chan - KOR Kim Young-gwon - KOR Paik Seung-Ho - KSA Saleh Al-Shehri - MAR Achraf Dari - MAR Hakim Ziyech - MAR Romain Saïss - MAR Zakaria Aboukhlal - MEX Henry Martín - MEX Luis Chávez | - NED Daley Blind - NED Davy Klaassen - NED Denzel Dumfries - NED Frenkie de Jong - NED Memphis Depay - POL Piotr Zieliński - POR Cristiano Ronaldo - POR João Félix - POR Pepe - POR Raphaël Guerreiro - POR Ricardo Horta - QAT Mohammed Muntari - SEN Bamba Dieng - SEN Boulaye Dia - SEN Famara Diédhiou - SEN Ismaïla Sarr - SEN Kalidou Koulibaly - SRB Dušan Vlahović - SRB Sergej Milinković-Savić - SRB Strahinja Pavlović - SUI Manuel Akanji - SUI Remo Freuler - SUI Xherdan Shaqiri - TUN Wahbi Khazri - USA Christian Pulisic - USA Haji Wright - USA Timothy Weah - WAL Gareth Bale |

Gols contra (2)
| - ARG Enzo Fernández (para a Austrália) | - MAR Nayef Aguerd (para o Canadá) |  |

### Classificação final

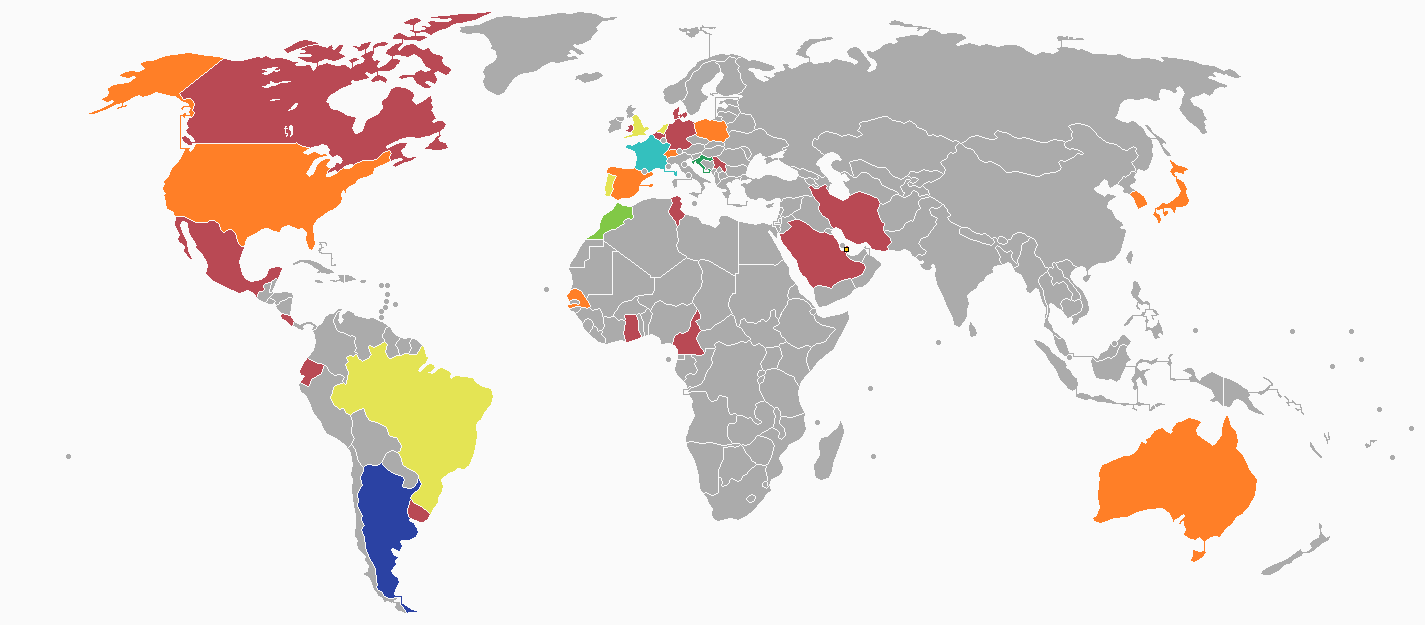
Campeão
Vice-campeão
Terceiro colocado
Quarto colocado
Quartas de final
Oitavas de final
Fase de grupos

A classificação final é determinada através da fase em que a seleção alcançou e a sua pontuação, levando em conta os critérios de desempate.
| Pos.                            | Seleção        | Gr | Pts | J | V | E | D | GP | GC | SG |
| ------------------------------- | -------------- | -- | --- | - | - | - | - | -- | -- | -- |
| Final                           |                |    |     |   |   |   |   |    |    |    |
| 1                               | Argentina      | C  | 14  | 7 | 4 | 2 | 1 | 15 | 8  | +7 |
| 2                               | França         | D  | 16  | 7 | 5 | 1 | 1 | 16 | 8  | +8 |
| Decisão do 3º e 4º lugares      |                |    |     |   |   |   |   |    |    |    |
| 3                               | Croácia        | F  | 10  | 7 | 2 | 4 | 1 | 8  | 7  | +1 |
| 4                               | Marrocos       | F  | 11  | 7 | 3 | 2 | 2 | 6  | 5  | +1 |
| Eliminados nas quartas de final |                |    |     |   |   |   |   |    |    |    |
| 5                               | Países Baixos  | A  | 11  | 5 | 3 | 2 | 0 | 10 | 4  | +6 |
| 6                               | Inglaterra     | B  | 10  | 5 | 3 | 1 | 1 | 13 | 4  | +9 |
| 7                               | Brasil         | G  | 10  | 5 | 3 | 1 | 1 | 8  | 3  | +5 |
| 8                               | Portugal       | H  | 9   | 5 | 3 | 0 | 2 | 12 | 6  | +6 |
| Eliminados nas oitavas de final |                |    |     |   |   |   |   |    |    |    |
| 9                               | Japão          | E  | 7   | 4 | 2 | 1 | 1 | 5  | 4  | +1 |
| 10                              | Senegal        | A  | 6   | 4 | 2 | 0 | 2 | 5  | 7  | –2 |
| 11                              | Austrália      | D  | 6   | 4 | 2 | 0 | 2 | 4  | 6  | –2 |
| 12                              | Suíça          | G  | 6   | 4 | 2 | 0 | 2 | 5  | 9  | –4 |
| 13                              | Espanha        | E  | 5   | 4 | 1 | 2 | 1 | 9  | 3  | +6 |
| 14                              | Estados Unidos | B  | 5   | 4 | 1 | 2 | 1 | 3  | 4  | –1 |
| 15                              | Polónia        | C  | 4   | 4 | 1 | 1 | 2 | 3  | 5  | –2 |
| 16                              | Coreia do Sul  | H  | 4   | 4 | 1 | 1 | 2 | 5  | 8  | –3 |
| Eliminados na fase de grupos    |                |    |     |   |   |   |   |    |    |    |
| 17                              | Alemanha       | E  | 4   | 3 | 1 | 1 | 1 | 6  | 5  | +1 |
| 18                              | Equador        | A  | 4   | 3 | 1 | 1 | 1 | 4  | 3  | +1 |
| 19                              | Camarões       | G  | 4   | 3 | 1 | 1 | 1 | 4  | 4  | 0  |
| 20                              | Uruguai        | H  | 4   | 3 | 1 | 1 | 1 | 2  | 2  | 0  |
| 21                              | Tunísia        | D  | 4   | 3 | 1 | 1 | 1 | 1  | 1  | 0  |
| 22                              | México         | C  | 4   | 3 | 1 | 1 | 1 | 2  | 3  | –1 |
| 23                              | Bélgica        | F  | 4   | 3 | 1 | 1 | 1 | 1  | 2  | –1 |
| 24                              | Gana           | H  | 3   | 3 | 1 | 0 | 2 | 5  | 7  | –2 |
| 25                              | Arábia Saudita | C  | 3   | 3 | 1 | 0 | 2 | 3  | 5  | –2 |
| 26                              | Irã            | B  | 3   | 3 | 1 | 0 | 2 | 4  | 7  | –3 |
| 27                              | Costa Rica     | E  | 3   | 3 | 1 | 0 | 2 | 3  | 11 | –8 |
| 28                              | Dinamarca      | D  | 1   | 3 | 0 | 1 | 2 | 1  | 3  | –2 |
| 29                              | Sérvia         | G  | 1   | 3 | 0 | 1 | 2 | 5  | 8  | –3 |
| 30                              | País de Gales  | B  | 1   | 3 | 0 | 1 | 2 | 1  | 6  | –5 |
| 31                              | Canadá         | F  | 0   | 3 | 0 | 0 | 3 | 2  | 7  | –5 |
| 32                              | Catar          | A  | 0   | 3 | 0 | 0 | 3 | 1  | 7  | –6 |

## Surpresas

### Argentina e Arábia Saudita
O primeiro resultado inesperado na disputa entre seleções aconteceu no dia 22 de novembro de 2022 em partida válida pela 1ª rodada do grupo C. Na ocasião, enfrentaram-se Argentina e Arábia Saudita no Estádio Lusail.
A Argentina, que fez um ótimo ciclo de Eliminatórias na América do Sul e era recém campeã da Copa América, era vista como uma das grandes potências para o título de campeã da Copa do Mundo FIFA de 2022.
Já a seleção da Arábia Saudita, apesar de ter se classificado em 1º lugar no seu grupo da terceira fase da Eliminatórias da Ásia, tem seu melhor desempenho em mundiais na Copa do Mundo FIFA de 1994, quando chegou às oitavas de final. Naquela ocasião, foi derrotada para a seleção sueca por 3 a 1.
Antes desse jogo, as duas seleções já haviam se enfrentado outras duas vezes (em 1992 e 2012). Em 2012, num amistoso internacional, empataram em 0 a 0. Desses confrontos, o de 1992 é o mais emblemático, pois as equipes se enfrentaram na decisão da Copa Rei Fahd de 1992, realizada na Arábia Saudita, na qual os argentinos venceram por 3 a 1.
No confronto do mundial, ainda aos 10 minutos, os 88.012 espectadores viu Lionel Messi abrir o placar para o time argentino numa cobrança de pênalti. Esse mesmo público viu também 3 gols argentinos serem anulados por impedimento antes do fim do 1º tempo.
Na volta do intervalo, aos 48 minutos, para a surpresa de todos, Firas Al-Buraikan aciona Saleh Al-Shehri, que faz uma bela jogada e acerta o gol do time argentino e empata o jogo para a seleção da Arábia Saudita.
Poucos minutos depois, aos 53 minutos, a seleção saudita marca o segundo gol numa demonstração de muita habilidade de Salem Al-Dawsari. Com esse gol, a Arábia Saudita garantiu um feito histórico, tanto que o governo saudita decretou feriado nacional no dia seguinte devido ao triunfo.
Na Argentina, os torcedores e os principais jornais esportivos não pouparam críticas ao desempenho do time argentino.
A Argentina estava há 36 partidas consecutivas sem perder. Se o resultado contra a Arábia Saudita não fosse essa derrota constrangedora, o time argentino igualaria a seleção da Itália no recorde mundial de invencibilidade entre seleções.
Embora tivessem derrotado a Argentina de forma histórica, os sauditas não venceram mais nenhuma partida na Copa. Nas rodadas seguintes, perderam para a Polônia (0-2) e para o México (1-2), despedindo-se do torneio ainda na primeira fase.

### Classificação do Japão e eliminação precoce da Alemanha
A seleção do Japão protagonizou outro resultado inesperado na Copa do Mundo. Classificou-se de forma invicta na segunda fase das Eliminatórias da Ásia e em segundo lugar de seu grupo na terceira fase, mas seu melhor resultado em mundiais foi na Copa que sediou junto com a Coreia do Sul, a de 2002, quando chegou até as oitavas de final e perdeu para a Turquia por 1 a 0.
Pelo sorteio da fase de grupos, os japoneses ficaram no Grupo E, junto com as seleções da Alemanha e da Espanha, cotadas entre as dez favoritas ao título de campeã da Copa do Mundo FIFA de 2022 e que, juntas, somavam cinco títulos mundiais até o momento, sendo quatro dos alemães (1954, 1974, 1990 e 2014) e um dos espanhóis (2010). Por conta disso, a chave foi apelidada de "grupo da morte" e a principal previsão era de uma eliminação do Japão e da Costa Rica, a outra seleção desse grupo, ainda na primeira fase.
O primeiro jogo da seleção asiática na fase de grupos foi contra a Alemanha, no Estádio Internacional Khalifa. Os europeus chegaram a abrir o placar aos 32 minutos em um pênalti cobrado por Gündoğan. No entanto, o Japão marcou com Doan aos 75 e Asano aos 83 e conseguiu, de virada, a vitória histórica. O placar final foi 2 a 1 para os japoneses.
Com isso, os japoneses precisariam apenas vencer os costarriquenhos na segunda rodada para se classificar para as oitavas de final. No entanto, o resultado foi uma derrota por 1 a 0. Portanto, o Japão teria um imenso desafio na busca pela classificação: teriam de vencer a forte Espanha, responsável por golear a Costa Rica na primeira rodada por 7 a 0, no mesmo estádio em que jogou a primeira partida. Se empatasse, precisaria que Alemanha e Costa Rica também permanecessem nesse mesmo resultado. As expectativas de uma classificação das equipes alemã e espanhola pareciam estar se confirmando.
Logo no início da partida, aos 11 minutos, a seleção espanhola abriu o placar com Morata. O primeiro tempo terminou com a favorita vencendo por 1 a 0. Na volta do intervalo, o técnico japonês Hajime Moriyasu colocou em campo jogadores mais ofensivos. Dentre eles, estava Doan, autor do primeiro gol da equipe, marcado aos 48 minutos. Para a surpresa de todos os 44.851 espectadores presentes, o Japão empatava a partida.
Três minutos mais tarde, um lance polêmico. Doan fez uma jogada pela direita e chutou cruzado para Mitoma, que cruzou de volta para área. Então, a bola encontrou Tanaka, que marcou o gol da virada. Em seguida, o árbitro de vídeo foi acionado para analisar o lance. Isso porque surgiu uma dúvida sobre a bola recebida por Mitoma ter ou não saído pela linha de fundo. Em que pese o árbitro sul-africano Victor Gomes ter, a princípio, anulado a jogada, o VAR lhe orientou a validá-la, pois a bola teria, por questão de milímetros, permanecido em cima da linha de fundo e, portanto, dentro de campo. Assim, o gol foi dado como legal, e a partida terminou com a inesperada vitória de 2 a 1 para os japoneses, que se classificaram à fase final como líderes de seu grupo.
A Alemanha, por sua vez, venceu a Costa Rica por 4 a 2 no Estádio Al Bayt, em Al Khor. Entretanto, devido à vitória japonesa, os alemães foram eliminados na fase de grupos, assim como na Copa do Mundo FIFA de 2018, na qual disputou como defensora do título. Portanto, a despedida precoce se dava pela segunda vez seguida, resultado chocante em se tratando de uma equipe tetracampeã mundial.
Outro detalhe curioso é que, em determinado momento, os costarriquenhos chegaram a ficar na frente dos alemães no placar, resultado que também eliminava a Espanha e classificava a seleção da América Central junto com os japoneses, contrariando absolutamente todos os palpites da imprensa esportiva e também do público em geral.
Não obstante o incrível feito na primeira fase, o Japão foi derrotado já nas oitavas de final pela Croácia. O empate em 1 a 1 no tempo normal permaneceu na prorrogação. Dessa forma, forçou-se a disputa por pênaltis, nas quais o goleiro Livaković defendeu três cobranças dos Samurais Azuis, que converteram apenas uma cobrança. O placar das penalidades ficou em 3 a 1 para os croatas, e os japoneses foram eliminados ainda no início do mata-mata.

### Derrota da seleção brasileira contra a seleção de Camarões e a eliminação contra a Croácia
A última partida válida pela fase de grupos ocorreu no dia 2 de dezembro de 2022 entre a seleção brasileira e a seleção camaronesa pelo Grupo G. O Brasil entrou na Copa como um dos favoritos devido a exitosa campanha pelas Eliminatórias na América do Sul, fechando na liderança sem perder um jogo. Além disso, obteve bom desempenho no jogo contra a Sérvia e havia conquistado uma vitória inédita contra a Suíça em um jogo duro, já que ambas as seleções sempre empatavam em seus encontros nos mundiais.
Já a seleção de Camarões garantiu a vaga na copa ao vencer a seleção da Argélia pelas Eliminatórias na África. Os camaroneses perderam para os Suíços na estreia, além de terem empatado contra os Sérvios.
O jogo aconteceu no Estádio Nacional de Lusail. A seleção brasileira escalou um time formado apenas por integrantes do banco, que tiveram suas atuações bastante criticadas por jornalistas e pela própria torcida. Apesar da vaga antecipada para as oitavas, o time corria o risco de cair para um eventual segundo lugar dependendo do placar do jogo entre Sérvia e Suíça, precisando apenas de um empate ou vitória para fechar na liderança.
No primeiro tempo, os dois times desperdiçaram várias chances de gol, além de colecionarem faltas e cartões amarelos. Em meio aos acréscimos no segundo tempo, Vincent Aboubakar marcou de cabeça para a equipe camaronesa, sendo esse o único gol da partida. O mesmo inclusive recebeu cartão vermelho por tirar a camisa enquanto comemorava, apesar deste ter recebido cartão amarelo. Pelas regras, um jogador não pode aposentar o uniforme enquanto comemora um gol, sendo isto considerado uma comemoração excessiva, resultando em cartão amarelo ou vermelho. Apesar da vitória, o time camaronês não avançou para as oitavas de final devido a vitória da equipe suíça contra o time sérvio por 3-2, o que também fez com que a seleção brasileira terminasse na liderança. Bastava mais um gol da Suíça para puxar o Brasil ao segundo lugar.
Essa foi a primeira derrota do Brasil contra Camarões em uma Copa do Mundo desde o encontro das duas seleções nas edições de 1994 e 2014. Além disso, a única derrota contra o time africano ocorreu durante a primeira fase da Copa das Confederações de 2003.[carece de fontes?]
Um dos detalhes curiosos é que o Brasil não perdia uma partida da fase de grupos desde a copa de 1998, quando sofreu uma derrota de virada contra a Noruega, mesmo estando classificado. Outro fator inédito é que todas as equipes que avançaram para as oitavas de final não tiveram 100% de aproveitamento, sofrendo derrotas ou empates.
No entanto, após a goleada imposta à Coreia do Sul por 4 a 1, a seleção brasileira seria eliminada pela seleção croata nos pênaltis nas quartas de final, surpreendendo a própria torcida e as críticas esportivas. Apesar da partida bem jogada, na qual Neymar marcaria seu 77º gol com a camisa do time em meio a prorrogação, igualando o recorde de Pelé, os croatas empataram o jogo nos acréscimos e levaram a partida nas penalidades máximas, com um gol de Bruno Petković. A escolha dos batedores se tornou alvo de críticas com os erros de Rodrygo e Marquinhos (no caso do primeiro, devido a pouca idade e por nunca ter enfrentado uma disputa de pênaltis numa Copa do Mundo) e uma boa parte das mesmas foram direcionadas ao técnico Tite, que chegou a ser apontado como o principal responsável pela derrota dos brasileiros. O mesmo deixou o campo sem consolar os jogadores, atitude essa sendo tratada como covarde pelos jornalistas, e em seguida anuncia sua saída da seleção.

### Outras eliminações precoces de seleções tradicionais
Bélgica
Após uma brilhante campanha na Copa do Mundo FIFA de 2018, competição em que honrou o posto inédito da terceira posição e algoz da Seleção Brasileira neste mesmo mundial, a seleção belga não repetiu o feito anterior, sequer conseguiu passar da primeira fase.
A ligeira campanha belga começou no confronto vencido contra a seleção canadense em jogo válido pelo Grupo F. Embora favoritos, os diabos vermelhos apresentaram visível dificuldade contra a seleção da América do Norte que, ao contrário do que se esperava, insistia em jogadas ofensivas contra a recuada Bélgica. Logo no início da partida, Alphonso Davies teve um pênalti defendido pelo goleiro Thibaut Courtois. A Bélgica marcou seu triunfo com Batshuay. Este viria a ser o único gol belga neste mundial. 
Na partida seguinte, em Doha, a Bélgica surpreendeu a todos após ser derrotada pela seleção marroquina pelo placar de 2x0. A primeira etapa foi de melhor desempenho belga, mas sem sucesso. No segundo tempo, o jogo inverteu a favor dos marroquinos, que marcariam dois gols, vencendo a partida por 2x0. A Bélgica foi a "primeira vítima" da seleção de Marrocos, que viria a fazer uma ótima campanha no Mundial. 
No terceiro jogo, a Bélgica era obrigada a vencer, para continuar no mundial, a então vice-campeã mundial, a seleção Croata. A partida não teve muito destaque, e terminou num decepcionante empate sem gols. Com apenas quatro pontos somados, os belgas ficaram atrás de Marrocos e Croácia, respectivamente com sete e cinco pontos. 
A eliminação repercutiu de forma escandalosa nos veículos de mídia desportiva, focando em desentendimentos dentro da própria equipe, entre polêmicas e declarações críticas até dos próprios jogadores. 

### Campanha de Marrocos
Marrocos e Espanha se enfrentaram nas oitavas de final, respectivamente, como líder do Grupo F e vice-líder do Grupo E. Após 90 minutos de intensa pressão espanhola, com erros em diversas jogadas, a partida terminou empatada. Portanto, houve prorrogação, na qual ocorreram novas chances de abrir o placar e muitas falhas. O empate persistiu ao fim dos 30 minutos extras.
Na disputa por pênaltis, Abdelhamid Sabiri abriu o placar para os marroquinos, que fizeram a primeira cobrança. Pablo Sarabia cobrou a primeira penalidade dos espanhóis e acertou a trave. Hakim Ziyech aproveitou a vantagem e ampliou para a seleção africana. Badr Banoun foi o responsável pelo único pênalti desperdiçado de sua equipe, defendida pelo goleiro Unai Simón. A Espanha ainda teve as cobranças de Carlos Soler e Sergio Busquets defendidas por Yassine Bounou. Por fim, Achraf Hakimi converteu e Marrocos conquistava a inédita classificação para as quartas de final por 3 a 0 nas penalidades.
Nas quartas de final Marrocos venceu Portugal por 1 a 0 com Gol marcado aos 43 minutos do final do primeiro tempo pelo jogador Marroquino Youssef En-Nesyri, se tornando a primeira seleção africana a chegar às semifinais em toda a história das copas do mundo.

## Controvérsias
Uma série de grupos e meios de comunicação expressaram preocupação com a adequação do Catar para acolher o evento no que diz respeito à interpretação dos direitos humanos, particularmente as condições dos trabalhadores, os direitos dos torcedores da comunidade LGBT, as condições climáticas extremas do país e as acusações de que o governo local apoia o terrorismo de forma diplomática e financeira.
A escolha do Catar como país anfitrião tem sido controversa; as autoridades da FIFA foram acusadas de corrupção e de permitirem que o Catar "comprasse" a Copa do Mundo, o tratamento dos trabalhadores das construções dos estádios foi questionado por grupos de direitos humanos e os altos custos necessários para tornar o evento uma realidade foram criticados. As condições climáticas fizeram com que alguns chamassem de hospedagem do torneio no país de "impossível", apesar de projetos que previam estádios com ar condicionado e até a mudança da data do torneio para um período do ano que fosse menos quente. Sepp Blatter, que foi o presidente da FIFA quando o Catar foi selecionado, depois observou que escolha do Catar como a sede da Copa do Mundo foi um "erro" devido ao calor extremo.
Em dezembro de 2017, a mídia mexicano Record acredita que a FIFA poderia retirar a organização da Copa do Mundo no Catar por causa do impacto potencial da crise diplomática de junho de 2017 entre o emirado e seus vizinhos.

### Condições dos trabalhadores
A questão dos direitos dos trabalhadores migrantes também atraiu a atenção, depois que uma investigação do jornal The Guardian alegou que muitos dos trabalhadores são negados alimentos e água, que seus documentos de identidade são retidos e que eles não são pagos em dia ou simplesmente não recebem salários, fazendo com que alguns deles sejam escravos. O jornal britânico estimou que até 4 000 trabalhadores podem morrer devido às falhas de segurança e outras causas quando a competição for realizada. Essas reivindicações foram baseadas no fato de que 522 trabalhadores nepaleses e outros 700 trabalhadores indianos morreram desde o ano de 2010, quando a candidatura do Catar como anfitrião da Copa do Mundo foi conquistada. Cerca de 250 trabalhadores indianos morreram por ano, mas dado que há meio milhão de trabalhadores indianos no Catar, o governo da Índia diz que é um número bastante normal de mortes. No Reino Unido, em qualquer grupo de meio milhão de homens de 25 a 30 anos, uma média de 300 morrem a cada ano, uma taxa um pouco maior que entre os trabalhadores indianos no Catar.
Em maio de 2015, uma equipe de quatro jornalistas da BBC foram presos por dois dias depois de terem tentado denunciar a condição dos trabalhadores no país. Os repórteres foram convidados a visitar o país como convidados do governo catariano.
Em junho de 2015, o The Wall Street Journal informou que a Confederação Sindical Internacional estimou que mais de 1 200 trabalhadores haviam morrido enquanto trabalhavam em projetos imobiliários e de infraestrutura relacionados à Copa do Mundo, sem qualquer explicação do governo do Catar. A BBC informou mais tarde que este número muitas vezes citado de 1 200 trabalhadores que morreram na construção da Copa do Mundo entre 2011 e 2013 não é correto e que o número de 1 200 representa as mortes de todos os indianos e nepaleses que trabalham no Catar, não apenas dos trabalhadores envolvidos na preparação para a Copa do Mundo e/ou apenas dos trabalhadores da construção civil. A maioria dos nativos do Catar evita fazer trabalhos manuais ou empregos pouco qualificados; além disso, eles recebem preferência no local de trabalho.

### Eleição
As alegações de corrupção nos processos de licitação para as Copas do Mundo de 2018 e 2022 causaram ameaças da The Football Association da Inglaterra para boicotar o torneio. A FIFA nomeou Michael J. Garcia, advogado dos Estados Unidos, para investigar e produzir um relatório (o Relatório Garcia) sobre as alegações de corrupção. Embora o relatório nunca tenha sido publicado, a FIFA divulgou um resumo de 42 páginas de suas descobertas, conforme determinado pelo juiz alemão Hans-Joachim Eckert. O resumo de Eckert livra a Rússia e o Catar de qualquer irregularidade, mas foi denunciado pelos críticos como parcial. Garcia criticou o resumo como sendo "materialmente incompleto" com "representações errôneas e conclusões dos fatos" e apelou ao Comitê de Recurso da FIFA. O comitê se recusou a ouvir seu recurso, então Garcia renunciou em protesto contra a conduta da FIFA, citando uma "falta de liderança" e falta de confiança na independência de Eckert.
Em 3 de junho de 2015, o FBI confirmou que as autoridades federais estavam investigando os processos de licitação e adjudicação para as Copas do Mundo de 2018 e 2022. Em uma entrevista publicada em 7 de junho de 2015, Domenico Scala, chefe do Comitê de Auditoria e Cumprimento da FIFA, declarou que "deveria haver evidências de que as eleições do Catar e da Rússia aconteceram apenas por causa de votos comprados, então os escolhas poderiam ser canceladas".

### Proibições
No dia 19 de novembro, nas vésperas do início do torneio, o governo catari proibiu o consumo de bebidas alcoólicas nas imediações dos estádios da Copa do Mundo, sendo permitido o consumo apenas, no Fan Fest e durante o período das 19h às 01h no horário local, e nos camarotes, porém neste, com limitações. Devido a isso, a Budweiser, patrocinadora oficial do torneio, anunciou que o país campeão levará pra casa todo o estoque que estava reservado para vendas no Catar durante o torneio.
Foi proibido pela FIFA o uso de braçadeiras de capitão 'One Love' com apoio ao movimento LGBTQIA+ devido a homossexualidade ser ilegal no país. Usadas com frequência por algumas seleções europeias, principalmente a Seleção Inglesa e a Seleção Alemã. Apesar da proibição, os respectivos capitães afirmaram que usariam as braçadeiras como protesto, em contrapartida, a FIFA respondeu dizendo que os atletas que fizessem esse tipo de protesto seriam punidos automaticamente com cartão amarelo. Devido a isso, a seleção inglesa, primeira a jogar após a abertura do torneio, seguiu com o protesto no início da partida contra o Irã, assim todos os jogadores ficaram de joelhos antes do apito inicial. No dia 23 de novembro, a Seleção Alemã também também protestou contra o Catar, na foto oficial da partida de estréia no torneio contra o Japão, os jogadores alemães se manifestaram e taparam a boca e o capitão da equipe, o goleiro Manuel Neuer escondeu a braçadeira de capitão debaixo da camisa, devido a ter sido proibido o uso da braçadeira 'One Love'.

## Publicidade

### Mascote
Durante a cerimônia que definiu os grupos da Copa, na sexta-feira (1.º), a FIFA apresentou o mascote desta edição do torneio: La'eeb. O significado do nome é "jogador super habilidoso", em árabe. O desenho do mascote é inspirado em lenços de cabeça tradicionais da cultura árabe.

### Bola

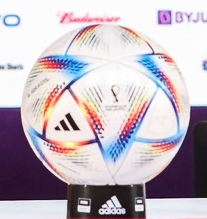
Adidas Al Rihla, a bola oficial da Copa 2022.

A bola foi lançada, em 30 de março de 2022, e é produzida pela Adidas, tendo seu nome Al Rihla; traduzido do árabe: "A Jornada". Seu desenho é inspirado na cultura, arquitetura e bandeira do país anfitrião.

### Direitos de transmissão
No Brasil, os direitos de transmissão pertencem ao Grupo Globo pela TV aberta (TV Globo), por assinatura (SporTV), streaming (Globoplay) e rádio (CBN e Rádio Globo). No caso da TV por assinatura, foi a primeira vez que transmite a Copa sozinha. Em 23 de junho de 2020, o Grupo Globo entrou com um processo contra a FIFA pela suspensão imediata do pagamento de uma parcela de 90 milhões de dólares (cerca de 462 milhões de reais), referente aos direitos de transmissão da Copa do Mundo FIFA de 2022. O motivo alegado foi a recessão econômica por conta da Pandemia de COVID-19. Em 19 de março de 2021, o processo foi arquivado pela 6.ª Vara Empresarial do Rio de Janeiro após as duas partes chegarem a um acordo, mediante negociações.
Em outubro do mesmo ano, o Grupo renuncia a permanência dos direitos de exclusividade de transmissão da Copa de 2022 pelas suas plataformas digitais. A renúncia ocorreu depois de tentativas de redução do valor do acordo para a transmissão do evento por meios digitais. Com a renúncia da Globo pela internet, o Facebook chegou a negociar a compra dos direitos de transmissão, mas o projeto não foi adiante. Faltando 16 dias para o início da Copa, o influencer Casimiro, em parceria com a produtora Livemode, anunciou a compra dos direitos de transmissão do mundial, em 4 de novembro de 2022, em um acordo de sublicenciamento no streaming, para a cobertura no Twitch de 22 dos 64 jogos da Copa. Faltando apenas três dias para o início do mundial, em 17 de novembro de 2022, a The Walt Disney Company adquiriu os direitos dos highlights (melhores momentos) para o streaming através do Star+. O Grupo Bandeirantes de Comunicação chegou a negociar com a Globo um acordo de sublicenciamento para as transmissões da Copa no canal por assinatura BandSports. No entanto, as negociações não avançaram após a recusa da Globo em revender os direitos como uma represália pela aquisição dos direitos de transmissão da Copa do Mundo de Clubes da FIFA de 2021 pela concorrente, a qual chegou a assumir a liderança isolada na TV aberta durante a cobertura de jogos do Palmeiras.
Apesar de não conseguir os direitos na televisão, o Grupo adquiriu os mesmos para a cobertura nas rádios Band FM e BandNews FM. Também transmitirão a Copa pela rádio a Rede Transamérica, a Jovem Pan FM, a Rádio Itatiaia, Energia 97, Rádio Gaúcha, Rádio Jornal e Super Rádio Tupi.
Pela América do Sul (exceto Brasil), os direitos de transmissão foram adquiridos pela Mountrigi Management Group Limited, grupo pertencente a Televisa, mas com a revenda para emissoras locais, sendo elas a TyC Sports na Argentina, a DirecTV Sports para o Chile, Bolívia, Colômbia, Equador, Peru, Uruguai e Paraguai. No caso da Colômbia, a Caracol Televisión adquiriu os direitos para a TV aberta local. Pelos Estados Unidos, os direitos são pertencentes a Fox Broadcasting Company e Telemundo. Na Europa, a União Europeia de Radiodifusão realiza as negociações com a FIFA para transmitir os jogos também em países menores, mas com os direitos locais já sendo revendidos, sendo eles a RAI na Itália, TF1 na França, ARD na Alemanha e a BBC no Reino Unido. Pela África, a cobertura fica a cargo do SuperSport e a BelN Sports, no caso da última com as transmissões para partes da Ásia e no país sede.
Essa também foi a primeira Copa a contar com a transmissão de todos os jogos no serviço de streaming FIFA+, disponível no mundo todo, mas de forma gratuita no Brasil, funcionando como fase de testes.

### Músicas oficiais
"Hayya Hayya (Better Together)" foi a primeira música oficial lançada. A divulgação da faixa coincidiu com o sorteio dos grupos do Mundial. A canção tem forte influência de reggae e R&B, e foi gravada pelo cantor americano Trinidad Cardona, a estrela nigeriana de afrobeat Davido, e a sensação pop catariana Aisha.
"Arhbo" é a segunda música oficial da Copa e é cantada pelo cantor porto-riquenho Ozuna e o rapper congolês GIMS.
"Light the Sky" é a terceira música produzida para o mundial e é interpretada por quatro cantoras famosas da cultura árabe — a emiradense Balqees, as marroquinas Nora Fatehi e Manal e a iraquiana Rahma Riad. A canção tem a produção assinada pelo cultuado produtor marroquino-sueco RedOne, multivencedor do Grammy e responsável por alguns dos maiores sucessos de Lady Gaga, como "Poker Face", "Bad Romance" e "Just Dance".
Faltando dois dias para o jogo de abertura, a FIFA lançou a música-tema da Fanfest da Copa e quarta música, que se chama "Tukoh Taka". A canção, que reúne a rapper Nicki Minaj com Maluma e Myriam Faes, fala sobre a união de fãs de todo planeta. A música tem trechos em inglês, espanhol e árabe.
Durante a cerimônia de abertura, foi lançada a quinta música-tema da Copa, intitulada "Dreamers". A canção reúne o integrante do grupo sul-coreano BTS, Jeon Jung-kook, e o cantor catari, Fahad Al-Kubaisi. A canção aborda temas como respeito à diversidade e realização de sonhos.

### Pôster
A Copa do Mundo de 2022 teve um pôster oficial, divulgado pela FIFA e pelo Comitê Organizador, em 15 de junho. A imagem é obra da artista Bouthayna Al Muftah e foi a principal peça de divulgação do Mundial do Catar, que terá outros seis pôsteres antes do início da competição, entre 20 de novembro e 18 de dezembro.

### Premiação
A FIFA divulgou que o campeão da Copa vai receber, como premiação pela conquista do título mundial, 42 milhões de dólares. Já o país que terminar na segunda posição receberá 30 milhões de dólares. Também haverá premiações para os demais participantes, independente da posição que terminem na competição.

### Álbum de figurinhas
A Panini, empresa responsável pela elaboração do álbum de figurinhas da Copa, produz a edição de 2022 junto à FIFA para definir a identidade visual das páginas e das figurinhas. O álbum conta com 670 cromos, sendo 50 especiais e 80 raros.

### Outros
Em 4 de novembro o youtuber e streamer americano IShowSpeed lançou uma música não oficial intitulada World Cup (Música disponível no Youtube). O clipe popularizou-se em larga escala, sendo o 37° vídeo de música mais visualizado do Youtube no dia 18 de dezembro de 2022.